# Liste der Kulturdenkmale in Marienthal Ost
Die Liste der Kulturdenkmale in Marienthal Ost enthält die in der amtlichen Denkmalliste des Landesamtes für Denkmalpflege Sachsen ausgewiesenen Kulturdenkmale im Zwickauer Ortsteil Marienthal Ost.

## Legende
- Bild: Bild des Kulturdenkmals, ggf. zusätzlich mit einem Link zu weiteren Fotos des Kulturdenkmals im Medienarchiv Wikimedia Commons. Wenn man auf das Kamerasymbol klickt, können Fotos zu Kulturdenkmalen aus dieser Liste hochgeladen werden:
- Bezeichnung: Denkmalgeschützte Objekte und ggf. Bauwerksname des Kulturdenkmals
- Lage: Straßenname und Hausnummer oder Flurstücknummer des Kulturdenkmals. Die Grundsortierung der Liste erfolgt nach dieser Adresse. Der Link (Karte) führt zu verschiedenen Kartendiensten mit der Position des Kulturdenkmals. Fehlt dieser Link, wurden die Koordinaten noch nicht eingetragen. Sind diese bekannt, können sie über ein Tool mit einer Kartenansicht einfach nachgetragen werden. In dieser Kartenansicht sind Kulturdenkmale ohne Koordinaten mit einem roten bzw. orangen Marker dargestellt und können durch Verschieben auf die richtige Position in der Karte mit Koordinaten versehen werden. Kulturdenkmale ohne Bild sind an einem blauen bzw. roten Marker erkennbar.
- Datierung: Baubeginn, Fertigstellung, Datum der Erstnennung oder grobe zeitliche Einordnung entsprechend des Eintrags in der sächsischen Denkmaldatenbank
- Beschreibung: Kurzcharakteristik des Kulturdenkmals entsprechend des Eintrags in der sächsischen Denkmaldatenbank, ggf. ergänzt durch die dort nur selten veröffentlichten Erfassungstexte oder zusätzliche Informationen
- ID: Vom Landesamt für Denkmalpflege Sachsen vergebene, das Kulturdenkmal eindeutig identifizierende Objekt-Nummer. Der Link führt zum PDF-Denkmaldokument des Landesamtes für Denkmalpflege Sachsen. Bei ehemaligen Kulturdenkmalen können die Objektnummern unbekannt sein und deshalb fehlen bzw. die Links von aus der Datenbank entfernten Objektnummern ins Leere führen. Ein ggf. vorhandenes Icon  führt zu den Angaben des Kulturdenkmals bei Wikidata.

## Marienthal Ost
| Bild                                    | Bezeichnung | Lage                                                                                       | Datierung                                     | Beschreibung | ID       |
| --------------------------------------- | --- | ------------------------------------------------------------------------------------------ | --------------------------------------------- | --- | -------- |
| Direkt Bild zu diesem Denkmal hochladen | Eisenbahnbrücke | (Karte)                                                                                    | 1926–1928                                     | Überschneidungsbauwerk (Kreuzungsbauwerk) mit vier Elementen in Stahlfachwerkkonstruktion von technikgeschichtlichem Wert. In Länge und Ausführung heute in Sachsen selten, ursprünglich Standardbauwerk, aus vier Teilstücken bestehend, Stahlfachwerkkonstruktion auf Betonpfeilern, Spannweite 96,4 m, Höhe 6,6 m, Unterführung der Strecke Dresden–Werdau durch Strecke Abzweig an Strecke Schwarzenberg–Zwickau bis Zwickau Güterbahnhof. | 09248153 |
| Direkt Bild zu diesem Denkmal hochladen | Dreierhausgruppe/Häuserzeile in offener Bebauung, mit Einfriedung und Vorgarten | Agricolastraße 1; 3; 5 (Karte)                                                             | 1901–1902                                     | aufwändig gegliederter und gestalteter, historisierender Klinkerkomplex von großem baugeschichtlichen und stadtentwicklungsgeschichtlichen Wert. Dreigeschossig, fünf Achsen, gelber Klinker mit roten Klinkerbändern sowie rotem Klinker dekoriert, Fenster nicht vorbildgerecht erneuert, Fenstereinfassungen Kunststein, in den Obergeschossen jeweils die mittlere Fensterachse besonders betont durch Segmentbogenverdachungen im 1. Obergeschoss und Dreiecksverdachungen im 2. Obergeschoss, diese verziert mit weiblichem Kopf und floralen Dekorationen, jeweils mittig zweiachsiger Dacherker flankiert von zwei Steingauben mit Dreieckgiebel und kleinen Voluten, schiefergedecktes Mansarddach, Eisenzaun mit Klinkersockel, linkes Gebäude der Dreierhausgruppe, Sanierung 1997 | 09230011 |
| Direkt Bild zu diesem Denkmal hochladen | Doppelmietshaus in offener Bebauung | Agricolastraße 9; 11 (Karte)                                                               | 1909–1910, bez. 1910                          | aufwändig gestaltetes Gebäude der Architektur um 1910 in sehr gutem Originalzustand von baugeschichtlichem Wert, als Teil eines gleichartig gestalteten Straßenzuges stadtbaugeschichtlich, möglicherweise gar städtebaulich bedeutend. Nummer 9: siehe Nummer 11, an der Giebelseite bezeichnet: „ERBAUT / 1910“, seitlicher Dacherker hier nicht mit Fachwerk, Dachgeschossfenster am Giebel ohne Fensterläden, jedoch in zwei Zweiergruppen zusammengefasst, Sanierung 1997 Nummer 11: offenbar 1909 (ein Jahr vor der Nummer 9) errichtet, großes Gebäude, dreigeschossig, sechs Achsen, Sockel roter Klinker, als Abgrenzung zum Putz der Obergeschosse Band aus grün glasierten Ziegeln und Putzband mit kleinen grünen Einlegefliesen, mittig angeordnet zweiachsiger zweigeschossiger Erker mit Balkon als oberen Abschluss, hier die Fenster im 2. Obergeschoss flankiert von Halbsäulen und Rundbogenabschluss mit Eierstabmotiv, weitere Putz-Stuck-Dekorationen und Putzquaderungen sowohl im Erdgeschoss als auch im Obergeschoss, Fenster im Erdgeschoss mit trapezförmigem Oberlicht, alle Fenster dem Original nachempfunden aber nicht sehr gut, seitlich zweiachsiger Dacherker mit Zierfachwerk, Biberschwanzkronendeckung, giebelseitig im Dachgeschoss fünf kleine Fenster mit aufgeputzten Fensterläden, Sanierung 1997. | 09230017 |
| Direkt Bild zu diesem Denkmal hochladen | Mietshaus in halboffener Bebauung, Teil eines Doppelmietshauses (zugehörig Marienthaler Straße 60) | Agricolastraße 10 (Karte)                                                                  | 1912                                          | dreigeschossiger Putzbau mit aufwändig gestaltetem Erker von städtebaulichem und baugeschichtlichem Wert. dreigeschossig, vier Achsen, annähernd mittlere Achse mit polygonalem Erker über zwei Geschosse mit stilisierten Putz-Stuck-Dekorationen, ansonsten Glattputz, Schieferdeckung, Mansarddach, Dacherker ebenfalls polygonal ausgebildet, originale Hauseingangstür, Hauseingang an der Giebelseite, dieser mit Kunststeingewände und Dreieckgiebelverdachung, an der Rückseite nachträglich angebauter Wintergarten mit geputzten und verzierten Brüstungsfeldern, Sanierung 1998 | 09230016 |
| Direkt Bild zu diesem Denkmal hochladen | Doppelmietshaus in offener Bebauung | Agricolastraße 13; 15 (Karte)                                                              | 1909–1910                                     | zeittypischer Putzbau in sehr gutem Originalzustand von baugeschichtlichem Wert, als Teil eines gleichartig gestalteten Straßenzuges stadtbaugeschichtlich, möglicherweise gar städtebaulich. Nummer 13: 1909, ähnliche Gestaltung wie das Nachbarhaus mit aufwändigen Putz-Stuck-Dekorationen, dreigeschossig, sechs Achsen, mittig angeordnet zweiachsiger Erker, darüber Dacherker, hier original erhaltene Fensterläden, gleichfalls Schablonenmalerei am Traufbereich des Erkers, Erdgeschoss teilweise mit rotem Klinker verkleidet, ansonsten Glattputz, Fenster mit sprossengeteilten Oberlichtern dem Original nachempfunden, Biberschwanzkronendeckung, Krüppelwalmdach, bei beiden Häusern an den Konsolen des Erkers dekorative Fische (Jugendstil), Sanierung 1997. Nummer 15: 1910, dreigeschossiges Gebäude über sechs Achsen, mittig angeordnet zweiachsiger Erker mit zeittypischer Putz-Stuck-Ornamentik, Erdgeschoss teilweise mit rotem Klinker verkleidet, ansonsten Glattputz, Fenster mit sprossengeteilten Oberlichtern dem Original nachempfunden, Krüppelwalmdach, Dacherker zweiachsig, Traufbereich vom Erker Schablonenmalerei gut restauriert, am Dacherker vorgetäuschte Fensterläden als aufgeputzte Flächen, ursprünglich sogar noch mit aufgemaltem Herz, was heute nicht erhalten ist, bei beiden Häusern an den Konsolen des Erkers dekorative Fische (Jugendstil), Sanierung 1997. | 09230019 |
| Direkt Bild zu diesem Denkmal hochladen | Mietshaus in offener Bebauung mit Einfriedung | Agricolastraße 17 (Karte)                                                                  | 1910                                          | schlichter Putzbau von städtebaulichem Wert als Teil eines gleichartig gestalteten Straßenzuges. dreigeschossig, auf annähernd quadratischem Grundriss, rechts Brandgiebel, ursprünglich vorgesehen zum Anbau einer Doppelhaushälfte, Sockel und Erdgeschoss bis in Kämpferhöhe roter Klinker ansonsten Putz, zurückhaltende Putz-Stuck-Dekorationen, Mittelrisalit mit weit vorkragendem zweiachsigem Erker ab 1. Obergeschoss, ebenfalls mit zeittypischer Putz-Stuck-Ornamentik, Zierfachwerk am darüber liegenden Dacherker, im Erdgeschoss beidseitig neben dem Mittelrisalit gekoppelte Fenster, verbunden durch ein kleines Vordach mit Stehfalzeindeckung, giebelseitiges Erdgeschoss-Fenster ebenfalls mit kleinem Vordach, Mansardwalmdach, Zaunspfeiler Waschbeton-Putzstein ebenso die Pfeiler vom Tor erhalten, einfacher Holzlattenzaun, Fenster nicht vorbildgerecht erneuert, Fassadensanierung 2005 | 09230021 |
| Direkt Bild zu diesem Denkmal hochladen | Sachgesamtheit, bestehend aus zwei Wohnblöcken (alle Sachgesamtheitsteile) | Anne-Frank-Straße 2; 4; 6; 8 (Karte)                                                       | 1940/1941 (Anne-Frank-Straße 2, 4)            | original erhaltener Baukomplex von baugeschichtlichem, sozialgeschichtlichem und städtebaulichem Wert. Anne-Frank-Straße 2, 4: siehe Beschreibung der anderen in Klammer stehenden Gebäude, der Bau verzögerte sich auf Grund einer zeitweiligen Stilllegung von nicht kriegswichtigen Bauvorhaben, FS 2844 Anne-Frank-Straße 6, 8: siehe auch Nummer 2 und 4 sowie Geschwister-Scholl-Str. 1, 3, 5, 7 und Hoferstr. 23, 25, 27, 29, 31, 33, 35, 37, Gebäude aus der Wohnungsbauserie 1957/58, TYP – KMST 20Q, daher etwas anders in der Gestaltung als die Nachbarbebauung mit Zwillingsfenstern, dieses Haus nicht denkmalgerecht saniert u. a. Wärmedämmung in falscher Farbgebung, Gauben verändert, Dachliegefenster, aber auf Grund der städtebaulichen Bedeutung bleibt das Gebäude in der Denkmalliste, FS 2845 | 09231682 |
| Direkt Bild zu diesem Denkmal hochladen | Mietshaus in Ecklage in geschlossener Bebauung | Antonstraße 9 (Karte)                                                                      | 1902                                          | markanter Klinkerbau von städtebaulichem und baugeschichtlichem Wert, in sehr gutem Originalzustand. zweigeschossig, 3 × 1 × 4 Fensterachsen, flache Segmentbogenfenster im Erdgeschoss, Rechteckfenster im Obergeschoss, Rundbogenfenster im Dachgeschoss, roter Klinker, Sockel verputzt, Ecke als Eckrisalit ausgebildet, polygonal, dreigeschossig mit turmartiger Eckausbildung, diese ursprünglich dreiteilig, heute zusammengefasst, Mansarddach, 3 originale Satteldachgauben mit Holzverblendung und Schwebegiebel, weiterer zweiachsiger Dacherker mit Blendgiebel und Obelisk als Bekrönung an der Westseite, kleine Rundfenster im oberen Abschluss der Eckausbildung und des Dacherkers, Sanierung 1994 | 09230034 |
| Direkt Bild zu diesem Denkmal hochladen | Mietshaus in geschlossener Bebauung | Antonstraße 12 (Karte)                                                                     | 1905                                          | baugeschichtlich von Bedeutung. dreigeschossig, fünf Achsen, roter Klinker, Rechteckfenster mit aufwändiger Bekrönung, gegliedert durch gelbe Klinkerbänder im Bereich der Fensterbänke und Stürze, Haustür nicht vorbildgerecht erneuert. | 09230035 |
| Direkt Bild zu diesem Denkmal hochladen | Mietshaus in Ecklage, Hälfte eines Doppelmietshauses (zugehörig Gutenbergstraße 13) | Antonstraße 12a (Karte)                                                                    | 1906                                          | städtebaulich markanter Klinkerbau in gutem Originalzustand, ursprünglich mit Laden. dreigeschossig, Eckrisalit viergeschossig, 4 × 1 × 6 Fensterachsen, Rechteckfenster in regelmäßiger Anordnung, teilweise zu Gruppen zusammengefasst, Fensterverdachungen durch Werksteinelemente u. a. mit Blumen dekoriert, roter Klinker, teilweise ausgebessert, Laden ursprünglich an der Ecke, heute nicht erhalten, dort auch Fassade durch Putz verändert, Haus ist Teil eines gleichartig gestalteten Straßenzuges und hat demnach städtebauliche Bedeutung. | 09230036 |
| Direkt Bild zu diesem Denkmal hochladen | Mietshaus in Ecklage in geschlossener Bebauung | Antonstraße 14 (Karte)                                                                     | 1900                                          | mit Laden, städtebaulich markanter Klinkerbau von baugeschichtlicher Bedeutung. dreigeschossig, 6 × 1 × 7 Fensterachsen, Eckrisalit sowie zwei Seitenrisalite, Rechteckfenster, profiliertes Gurtgesims, Sockel verputzt, Fassade gelber Klinker, Laden an der Ecke, die Ladentür über Stufen erreichbar zurückversetzt, diese sowie die Schaufenster erneuert, auch die Fenster erneuert, waagerechte Fensterverdachung und Dreieckgiebelverdachung, profiliertes Kranzgesims, entstellende Gaube an der Ecke, hier ursprünglich Dacherker flankiert von zwei massiven Gaupen mit Dreiecksgiebel und Voluten, Sanierung 1994. | 09230037 |
| Direkt Bild zu diesem Denkmal hochladen | Fabrikgebäude (Montagehalle über mehrere Ebenen – Horchhochbau) sowie Warenauslieferungshalle (später Kulturhaus) | Crimmitschauer Straße 67 (Karte)                                                           | 1914 (Horch-Hochbau)                          | Fabrikgebäude von großem industriegeschichtlichen, stadtgeschichtlichen und bauhistorischen Wert (ehemaliges Verwaltungsgebäude 1995 abgebrochen) Verwaltungsgebäude: Abbruch genehmigt 9/95, Abbruch erfolgt 1995, Flurstück 1576/60. Denkmalwert: baugeschichtliche Bedeutung – Der Horchhochbau ist einer der ältesten Stahlskelettbauten Sachsens und der älteste Stahlskelettbau Zwickaus. Er dokumentiert die Montage der Autos über mehrere Ebenen. Horchhochbau: Ursprünglich Inschrift Horchwerke noch erkennbar. Flurstück 1576/97 Klubhaus Sachsenring: ursprünglich Auslieferungslager von Horch, eines der letzten erhalten gebliebenen Fabrikgebäude des Automobilwerkes Horch, eingeschossige Halle mit Strebepfeilern, hohen Rechteckfenstern und Bogendach, im Inneren keinerlei bemerkenswerte Ausstattungselemente. | 09231403 |
| Direkt Bild zu diesem Denkmal hochladen | Wohnhaus einer Siedlung (siehe auch Nr. 73, 73a, 75, 75a, 77 und 79), ehemaliges Beamtenwohnhaus der Horch Werke | Crimmitschauer Straße 71 (Karte)                                                           | 1925                                          | zeittypischer Putzbau mit Torbogen/Innenausstattung von bauhistorischer und regionalhistorischer Bedeutung. Kopfbau der Beamtensiedlung: zweigeschossiger Putzbau über rechteckigem Grundriss mit geschweiftem Satteldach, durch Torbogen mit dem Reihenhaus (den benachbarten Beamtenwohnhäusern) verbunden. Bei dem Kulturdenkmal handelt es sich um den Teil einer Wohnanlage, welche im Jahre 1925 durch die bedeutende Zwickauer Architektengemeinschaft Tamm & Grobe konzipiert und unter deren Leitung errichtet wurde. Bauherr waren die HORCH-Werke, die sich in unmittelbarer Nachbarschaft befanden. Da die Wohnanlage für die werksnahe Unterbringung von angestellten Beamten vorgesehen war, zeichnet sie sich durch eine anspruchsvolle Gestaltung aus. Aufgrund der geschichtlichen und städtebaulichen Bedeutung der einzelnen Wohngebäude der Wohnanlage, liegt die Wahrung des charakteristischen Erscheinungsbildes der Wohnanlage und ihrer gestalterischen Details im öffentlichen Interesse. | 09231404 |
| Direkt Bild zu diesem Denkmal hochladen | Wohnhaus einer Siedlung mit Torbogen (zugehörig Nr. 71, 73a, 75, 75a, 77 und 79), ehemals Beamtenwohnhaus der Horch Werke | Crimmitschauer Straße 73 (Karte)                                                           | 1925                                          | zeittypischer Putzbau von bauhistorischer und regionalhistorischer Bedeutung. Teil eines Reihenhauses bestehend aus fünf Einzelgebäuden, jeweils drei Fensterachsen, zweigeschossig, geschweiftes Satteldach, Natursteinsockel, durch Torbogen mit dem Kopfbau der Siedlung verbunden, in der Mitte der Fassade zwischen Erdgeschoss und Obergeschoss Putz-Stuck-Ornament (Darstellung eines zu Fuß Reisenden) – diese Darstellungen bilden eine fortlaufende Geschichte des Verkehrswesens, die auf den benachbarten Gebäuden in mehreren Etappen geschildert wird. Gleiche Gestaltung wie das Nachbargebäude, allerdings ohne Fensterläden, original erhaltener hölzerner Gaube mit geschweiftem Satteldach. Bei dem Kulturdenkmal handelt es sich um den Teil einer Wohnanlage, welche im Jahre 1925 durch die bedeutende Zwickauer Architektengemeinschaft Tamm & Grobe konzipiert und unter deren Leitung errichtet wurde. Bauherr waren die HORCH-Werke, die sich in unmittelbarer Nachbarschaft befanden. Da die Wohnanlage für die werksnahe Unterbringung von angestellten Beamten vorgesehen war, zeichnet sie sich durch eine anspruchsvolle architektonische Gestaltung aus. Aufgrund der geschichtlichen und städtebaulichen Bedeutung der einzelnen Wohngebäude, liegt die Wahrung des charakteristischen Erscheinungsbildes der Wohnanlage und ihrer gestalterischen Details im öffentlichen Interesse. | 09231414 |
| Direkt Bild zu diesem Denkmal hochladen | Wohnhaus einer Siedlung (zugehörig Nr. 71, 73, 75, 75a, 77 und 79), ehemals Beamtenwohnhaus der Horch Werke AG | Crimmitschauer Straße 73a (Karte)                                                          | 1925                                          | zeittypischer Putzbau von bauhistorischer und regionalhistorischer Bedeutung. Teil eines Reihenhauses bestehend aus fünf Einzelgebäuden, jeweils drei Fensterachsen, zweigeschossig, geschweiftes Satteldach, Natursteinsockel, in der Mitte des Gebäudes der Fassade zwischen Erdgeschoss und Obergeschoss Putz-Stuck-Ornament (Darstellung einer Postkutsche) – diese Darstellungen bilden eine fortlaufende Geschichte des Verkehrswesens, die auf den benachbarten Gebäuden in mehreren Etappen geschildert wird. Treppenwangen aus grob behauenem Bruchsteinschichtmauerwerk, einläufige Treppe, originale Haustür mit Klappläden. Im Inneren Art-déco-Stuckdecken. Bei dem Kulturdenkmal handelt es sich um den Teil einer Wohnanlage, welche im Jahre 1925 durch die bedeutende Zwickauer Architektengemeinschaft Tamm & Grobe konzipiert und unter deren Leitung errichtet wurde. Bauherr waren die Horch-Werke AG, die sich in unmittelbarer Nachbarschaft befanden. Da die Wohnanlage für die werksnahe Unterbringung von angestellten Beamten vorgesehen war, zeichnet sie sich durch eine gewisse architektonische Qualität aus. Aufgrund der geschichtlichen und städtebaulichen Bedeutung der einzelnen Wohngebäude als auch der Wohnanlage, liegt die Wahrung des charakteristischen Erscheinungsbildes der Wohnanlage und ihrer gestalterischen Details im öffentlichen Interesse. | 09231415 |
| Direkt Bild zu diesem Denkmal hochladen | Wohnhaus einer Siedlung (zugehörig Nr. 71, 73, 73a, 75a, 77 und 79), ehemals Beamtenwohnhaus der Horch Werke | Crimmitschauer Straße 75 (Karte)                                                           | 1925                                          | zeittypischer Putzbau von bauhistorischer und regionalhistorischer Bedeutung. zweigeschossiges Reihenhaus über drei Achsen, Fenster- und Türklappläden mit Lamellen, originale Kastenfenster erhalten sowie sehr schöne Haustür mit geschweiften Sprossen im Oberlicht, einläufige Treppe zum Hauseingang Treppenwangen aus Natursteinschichtmauerwerk, Sockel Naturstein, Putz-Stuck-Dekoration in der Mitte des Hauses – Darstellung einer Dampflokomotive aus der Entstehungszeit der Dampflokomotive. Bei dem Kulturdenkmal handelt es sich um den Teil einer Wohnanlage, welche im Jahre 1925 durch die bedeutende Zwickauer Architektengemeinschaft Tamm & Grobe konzipiert und unter deren Leitung errichtet wurde. Bauherr waren die HORCH-Werke, die sich in unmittelbarer Nachbarschaft befanden. Da die Wohnanlage für die werksnahe Unterbringung von angestellten Beamten vorgesehen war, zeichnet sie sich durch eine gewisse architektonische Qualität aus. Aufgrund der geschichtlichen und städtebaulichen Bedeutung der einzelnen Wohngebäude als auch der Wohnanlage, liegt die Wahrung des charakteristischen Erscheinungsbildes der Wohnanlage und ihrer gestalterischen Details im öffentlichen Interesse. | 09231416 |
| Direkt Bild zu diesem Denkmal hochladen | Wohnhaus einer Siedlung (zugehörig Nr. 71, 73, 73a, 75, 77 und 79), ehemals Beamtenwohnhaus der Horch Werke | Crimmitschauer Straße 75a (Karte)                                                          | 1925                                          | zeittypischer Putzbau von bauhistorischer und regionalhistorischer Bedeutung. zweigeschossiges Reihenhaus über drei Achsen, ehem. mit Fensterläden mit Lamellen, die Hauseingangstür ebenfalls ursprünglich mit Klappläden, einläufige Treppe zum Hauseingang Treppenwangen aus Natursteinschichtmauerwerk, Sockel Naturstein, Putz-Stuck-Dekoration in der Mitte des Hauses – Darstellung eines Autos. Bei dem Kulturdenkmal handelt es sich um den Teil einer Wohnanlage, welche im Jahre 1925 durch die bedeutende Zwickauer Architektengemeinschaft Tamm & Grobe konzipiert und unter deren Leitung errichtet wurde. Bauherr waren die HORCH-Werke, die sich in unmittelbarer Nachbarschaft befanden. Da die Wohnanlage für die werksnahe Unterbringung von angestellten Beamten vorgesehen war, zeichnet sie sich durch eine anspruchsvolle Gestaltung aus. Aufgrund der geschichtlichen und städtebaulichen Bedeutung der einzelnen Wohngebäude als auch der Wohnanlage, liegt die Wahrung des charakteristischen Erscheinungsbildes der Wohnanlage und ihrer gestalterischen Details im öffentlichen Interesse. | 09231417 |
| Direkt Bild zu diesem Denkmal hochladen | Wohnhaus in offener Bebauung und Trauerulme im Vorgarten | Crimmitschauer Straße 76 (Karte)                                                           | 1904                                          | kleiner villenartiges Wohnhaus, Putzbau mit Zierfachwerk, Eigenheim des Zwickauer Architekten Paul Dreßler, von baugeschichtlichem und baukünstlerischem Wert. eingeschossiges Gebäude mit Drempelgeschoss über unregelmäßigem Grundriss mit halbrund vorkragenden Vorbauten im Erdgeschoss teilweise in den Dachbereich hineinragend, Giebeldreieck mit Zierfachwerk u. a. geschweifte Streben, Krüppelwalmdach, guter Originalzustand, Fenster vermutlich nicht dem Original entsprechend erneuert, originale zweiflügelige Haustür mit Schnitzereien – Jugendstilornamentik Baum mit Blattwerk, markantes schräges Treppenhausfenster, Fensteröffnungen in unterschiedlicher Form und Größe, Wohnvilla des Architekten Paul Dressler. | 09231311 |
| Direkt Bild zu diesem Denkmal hochladen | Wohnhaus einer Siedlung mit Torbogen (zugehörig Nr. 71, 73, 73a, 75, 75a und 79), ehemals Beamtenwohnhaus der Horch Werke | Crimmitschauer Straße 77 (Karte)                                                           | 1925                                          | zeittypischer Putzbau von bauhistorischer und regionalhistorischer Bedeutung. Kopfbau des Reihenhauses, Sockel Naturstein-Polygonmauerwerk, Hauseingang seitlich mit kleinem massivem Eingangsvorbau mit Walmdach, einläufiger Treppe, Treppenwange Natursteinschichtmauerwerk, durch Torbogen mit dem Haus Nummer 79 verbunden, Putz-Stuck-Dekorationen in der Mitte des Hauses – Darstellung eines Flugzeuges, originale Putzgestaltung. | 09231418 |
| Direkt Bild zu diesem Denkmal hochladen | Wohnhaus einer Siedlung mit gemeinsamem Torbogen mit Nr. 77 (zugehörig Nr. 71, 73, 73a, 75, 75a und 77), ehemals Beamtenwohnhaus der Horch Werke | Crimmitschauer Straße 79 (Karte)                                                           | 1925                                          | zeittypischer Putzbau von bauhistorischer und regionalhistorischer Bedeutung. Kopfbau der Siedlung, identisch mit Haus-Nummer 71, einzeln stehend, durch Torbogen mit der Nummer 77 verbunden, giebelseitig Hauseingang mit einläufiger Treppe, massiver Treppenhauswange mit Natursteinquadermauerwerk, Putz-Stuck-Dekorationen über Balkontür im ersten Obergeschoss, seitlich halbrunder Vorbau, erkerartiger Vorsprung über alle Etagen mit Putz-Stuck-Dekorationen, an der zweiten Giebelseite kleiner Erker über dreieckigem Grundriss im Erdgeschoss mit Natursteinsockel und Holzdach, dieses getragen von dünnen, leicht gebauchten Holzsäulen, Haus abgeschlossen durch geschweiftes Satteldach. | 09231419 |
| Direkt Bild zu diesem Denkmal hochladen | Mietshaus in Ecklage in geschlossener Bebauung | Döhnerstraße 24 (Karte)                                                                    | 1901                                          | städtebaulich markanter Klinkerbau von baugeschichtlichem und städtebaulichem Wert. dreigeschossig, 6 × 1 × 6 Achsen, Eckrisalit mit polygonaler Ausbildung, Rechteckfenster, im 2. Obergeschoss Segmentbogenfenster, Walmdach, orangeroter Klinker mit dunkelrot glasierten Binderschichten, Sockel verputzt, Haustür original mit hohem gesprossten Oberlicht. | 09230149 |
| Direkt Bild zu diesem Denkmal hochladen | Mietshaus in geschlossener Bebauung in Ecklage | Fröbelstraße 13 (Karte)                                                                    | 1899                                          | mit ehemals drei Ladengeschäften, städtebaulich markanter Klinkerbau in einfacher Gestaltung. viergeschossig, teilweise dreigeschossig, dunkelroter Klinker, breit gelagert mit Eckrisalit und polygonaler Eckausbildung, dort Laden, ebenso in der Werdauer Straße Laden, einfache Gestaltung, städtebaulicher Wert. | 09230352 |
| Direkt Bild zu diesem Denkmal hochladen | Mietshaus in geschlossener Bebauung, Teil eines Doppelwohnhauses (zugehörig Werdauer Str. 48) | Fröbelstraße 14 (Karte)                                                                    | 1901                                          | Klinkermischbau in sehr gutem Originalzustand von städtebaulichem und baugeschichtlichem Wert. dreigeschossig, sechs Achsen, Erdgeschoss Putz und Putznutung, Obergeschosse weiß glasierter Ziegel, regelmäßig angeordnete Rechteck- und Segmentbogenfenster, Fenster heute nicht vorbildgerecht erneuert, Brüstungsfelder im 1. Obergeschoss mit floralen Dekorationen verziert, Dreieckgiebelverdachung dieser Fenster. | 09230353 |
| Direkt Bild zu diesem Denkmal hochladen | Schule, Turnhalle und Einfriedung | Fröbelstraße 17 (Karte)                                                                    | 1902                                          | repräsentativer Baukomplex in sehr gutem Originalzustand von baugeschichtlichem und ortsgeschichtlichem Wert. 3. Bürgerschule, breit gelagerter Bau in Klinkermischbauweise mit zwei Treppenhausrisaliten, ehemalige Knaben- und Mädchenschule mit gesonderten Eingängen, originale Zwischentüren, Klinkermischbauweise, Erdgeschoss Putz, die Obergeschoss in orangegelbem Klinker mit dunkelrot glasierten Binderschichten dekoriert, Fensterbrüstungen teilweise Putzfelder, dort befanden sich ursprünglich Malereien, die heute nicht erhalten sind, eiserner Zaun mit aufwändig dekorierten Zaunpfeilern, dort Blumendekoration, Haustüren alle neu unter Verwendung der alten Ziergitter und der geschnitzten Türfüllungen. | 09230355 |
| Direkt Bild zu diesem Denkmal hochladen | Zwei Ringlokschuppen, jeweils mit Drehscheibe, Strahlengleisen, Anschlussgleisen und Anschlussweichen, dabei Ringlokschuppen I mit Schornstein und Ringlokschuppen II mit Werkstattanbau, Werkstatt- sowie Schmiedeeinrichtung | Geschwister-Scholl-Straße (Karte)                                                          | um 1890                                       | zwei von ursprünglich drei Ringlokschuppen des ehemaligen Bahnbetriebswerks Zwickau, trotz teils nicht bauzeitlicher Veränderungen am Bestand überwiegend authentisch erhaltenes Ensemble zur Wartung und Reparatur von Lokomotiven, aufgrund der Vollständigkeit der erhaltenen baulichen sowie technischen Anlagen und der Ablesbarkeit der funktionalen Zusammenhänge von eisenbahngeschichtlicher und technikgeschichtlicher Bedeutung. Ringlokschuppen I: halbkreisförmig, Außenmauerwerk aus roten Ziegeln, Lisenen, segmentbogige Fenster- und Torstürze mit gelbem Ziegelmauerwerk abgesetzt, kreissegmentartig um eine Drehscheibe angeordnet, Strahlengleise führen zu 20 Lokständen mit Wartungsgruben im Inneren, originale Dachkonstruktion aus genieteten Eisenfachwerkbindern, flaches Satteldach, Schornstein: nördlich an die Fassade des Rundlokschuppens anschließend, Sockel aus rotem Ziegelmauerwerk auf quadratischem Grundriss, darüber runder Schlot aus gelben Ziegeln, Drehscheibe: diente zum horizontalen Drehen der im Lokschuppen zu wartenden Lokomotiven, Durchmesser 20 m, Brückendrehscheibe in kreisförmiger Drehscheibengrube, genietete Stahlkonstruktion, dazu Strahlengleise, Anschlussgleise und Anschlussweichen. Ringlokschuppen II mit Werkstattanbau im Südwesten: halbkreisförmig, Außenmauerwerk aus roten Ziegeln, teils mit gelbem Ziegelmauerwerk abgesetzt, teils verputzt, segmentbogige Fensteröffnungen, Toröffnungen teils baulich verändert (ursprünglich segmentbogig, im westlichen Gebäudeteil Rechteckprofil), 20 Lokstände mit Wartungsgruben, Dachkonstruktion im östlichen Gebäudeteil vmtl. original, aber mit neuer Dacheindeckung, im westlichen Teil nach einer leichten Aufstockung der Gebäudeaußenwände veränderte Dachform mit Laterne, Eisenfachwerkbinder genietet, möglicherweise trotz Aufstockung bauzeitlich, Werkstattanbau zweigeschossig mit Satteldächern, im Inneren der Gebäude Werkstatt- sowie Schmiedeeinrichtung (Umfang und Erhaltungszustand noch zu überprüfen), Drehscheibe: Durchmesser 23 m, Brückendrehscheibe in kreisförmiger Drehscheibengrube, genietete Stahlkonstruktion, dazu Strahlengleise, Anschlussgleise und Anschlussweichen Bahnbetriebswerke (kurz Bw) übernahmen die Wartung (betriebsnahe Unterhaltung) der im Schienenverkehr eingesetzten Lokomotiven (die planmäßige Instandhaltung fand in Ausbesserungswerken statt), zudem Versorgung der Dampfloks mit Betriebsstoffen, daher Errichtung in der Nähe größerer Bahnhöfe, das BW Zwickau gehörte zur Reichsbahndirektion Dresden, gewährleistete den reibungslosen Einsatz von Lokomotiven im Einzugsgebiet des größten, vor allem durch den Steinkohlenversand aus den nahegelegenen Bergwerken geprägten Güterbahnhofs Sachsens, 1970 stillgelegt, seither ungenutzt. | 09248152 |
| Direkt Bild zu diesem Denkmal hochladen | Sachgesamtheit Stammarbeiter-Siedlung der G. Basser Kommandit-Gesellschaft, bestehend aus sechs Wohnblocks (Geschwister-Scholl-Straße 1/3 und 5/7 sowie Hoferstraße 23/25, 27/29, 31/33 und 35/37, alles Sachgesamtheitsteile) | Geschwister-Scholl-Straße 1; 3; 5; 7 (Karte)                                               | 1939                                          | zeittypische Wohngebäude, Beispiele sozialen Wohnungsbaus von baugeschichtlicher, sozialgeschichtlicher und städtebaulicher Bedeutung. Geschwister-Scholl-Straße 1, 3: zweigeschossig, rechteckiger Grundriss, zwei Hauseingänge, Sockel Theumaer Schiefer, Obergeschoss Putz mit Wärmedämmung, einfache Rechteckfenster, Walmdach, Gauben mit Satteldach, Geschwister-Scholl-Straße 5, 7: gleiche Gestaltung wie das Nachbarhaus, breit lagernder zweigeschossiger Putzbau über rechteckigem Grundriss, Sockel Theumaer Schiefer, Obergeschosse Putz mit Putzfasche, heute mit Wärmedämmung, Walmdach mit Falzziegeln, an der Traufseite Reihung von einachsigen Gauben mit Satteldach, an der Traufseite Gaube mit Walmdach, zweiachsig, zur Häusergruppe gehört eine Gartenanlage dazu, Hoferstraße 23, 25: siehe andere Gebäude der Wohnanlage, Ausführung Baugeschäft C. Stempel & Co. Hoferstraße 27, 29: siehe Beschreibung der anderen Gebäude (die in der...) | 09231681 |
| Direkt Bild zu diesem Denkmal hochladen | Mietshaus in halboffener Bebauung | Goethestraße 11 (Karte)                                                                    | 1911                                          | sehr schlichter Putzbau im Reformstil von städtebaulichem Wert. fünf Achsen, dreigeschossig, einfache zeittypische Fassadengliederung, Einfachfenster nicht dem Original entsprechend, Farbgebung dem Original entsprechend, Mansardwalmdach, zweiachsiger Dacherker, möglichst Streichung. | 09230370 |
| Direkt Bild zu diesem Denkmal hochladen | Sachgesamtheit Kommunaler Wohnungsbau 1955 an der Goethestraße/Marienthal, bestehend aus 10 Wohnblocks mit dazugehörigen Grünanlagen (alles Sachgesamtheitsteile) | Goethestraße 12; 12a; 13; 13a; 13b; 14; 14a; 14b; 15; 15a; 17; 17a; 19; 20; 24; 26 (Karte) | um 1950 (Wohnblock Mommsenstraße 1–11, 13/15) | gut erhaltene Wohnanlage von baugeschichtlicher, sozialgeschichtlicher und städtebaulicher Bedeutung. Goethestraße 12, 12a: gleiche Gestaltung wie Nummer 14a und 14b, Sgraffito mit floraler Darstellung, Goethestraße 13, 13a, 13b, 15, 15a, 17: aus mehreren Blocks bestehende Zeilenbebauung mit Kopfbau und Arkaden, Türeinfassungen und teilweise Sockel aus Porphyrtuff bzw. anderen Natursteinen, Putzfassaden mit Madenputz und gleichmäßiger Anordnung der Rechteckfenster, Treppenhausfenster ebenso mit Porphyreinfassung, ein halbrunder Erker in gleicher Gestaltung wie bei Nachbarhäusern, Kopfbau mit Arkade vor Laden, auch benachbartes Haus mit Ladenfront, Giebeldreieck wieder in Felder gegliedert durch Putzrippen, an der Traufseite Sgraffito (Vater mit seinen Kindern), Satteldächer, teilweise Schleppgauben, vorgelagerte Grünanlage mit Treppe, diese mit Eisengeländer, Goethestraße 14, 14a, 14b: ähnliche Gestaltung wie die Wohnblöcke in der Nachbarschaft nur schlichter, die Türeingänge, Hauseingänge und Sockel Terrazzo, Madenputz, an der Giebelseite Fenster mit kleinen schmiedeeisernen Brüstungen, Goethestraße 20: Rechteckbau, im Winkel stehend zu den unmittelbar mit diesem Gebäude verbundenen Wohnblöcken in der Mommsenstraße, Ladenfront im Erdgeschoss, Einfassung der Schaufensterfront durch Porphyrtuffplatten, einfache Rechteckfenster, teilweise zu Zwillingsfenstern zusammengefasst, Sockel Natursteinverkleidung, Goethestraße 24, 26: viergeschossig, an der Giebelseite zur Werdauer Straße vierjochige Arkade mit Porphyrplatten verkleidet, die Stützpfeiler ebenfalls mit Porphyrplatten verkleidet, unter der Arkade Laden, über der Arkade Zwickauer Wappen (drei Schwäne) aus Naturstein, Porphyrgewände der Hauseingängen, schlichte Lochfassade mit Madenputz, Giebeldreieck in Felder gegliedert durch Putzstege (Fachwerk imitiert), große Ladenfront in der Goethestraße, deren Wandflächen ebenfalls mit Porphyrplatten belegt wurden, Porphyrgurtgesims, über dem Laden in der Goethestraße zwei Fenstererker, deren Brüstungsfelder ebenfalls mit ornamentalem Sgraffito dekoriert, Heckenweg 16, 18, 20, 22: viergeschossig, breit gelagerter Bau über rechteckigem Grundriss, seitlich versetzt neben der Nummer 18, große Tordurchfahrt in den Innenhof, mit Natursteinen seitlich begrenzt, Prellsteine, darüber rechteckiger Erker über drei Geschosse mit Fensterbändern, die Brüstung dekoriert mit Sgraffiti, originale Hauseingänge mit Natursteineinfassungen, segmentbogenförmig abschließend, mit Schlussstein, Fenster und Türen dem Original entsprechend nachempfunden, Rechteckfenster in Reihung, heute an der Südseite Balkone vorgestellt, die das Erscheinungsbild des Hauses verunklären aber nicht den Originalbestand beeinträchtigen, Satteldach, Heckenweg 16a, 16b, 16c: als Flügel im rechten Winkel an Heckenweg 16–22 angefügt, dreigeschossiger Putzbau ebenfalls mit Erker, im Sockelbereich Natursteinverblendung, Brüstungen der Erker mit Sgraffito, gleiche Eingangsgestaltung wie bei 16–22, Satteldach, Balkone nachträglich bei Sanierung in den 1990er-Jahren vorgestellt, FS 2813 Mommsenstraße 1, 3, 5, 7, 9, 11: viergeschossige Wohnblocks mit teilweise vortretenden Treppenhäusern mit Rochlitzer Porphyrtuffplatten verkleidet, die Fensterbrüstungen mit Sgraffito, ebenso am Giebel Sgraffito – Blumen- und Hirschdarstellungen, schlichte Reihung von Rechteckfenstern, die Eingänge aufwändig gestaltet mit Gewänden aus Porphyrtuff, Sockel Natursteinverkleidung, bei Nummer 11 halbrunder Erker an der Ecke über alle vier Etagen ebenfalls mit Sgraffitodekorationen – abstrahierten pflanzlichen Ornamenten, Erker mit Gurtgesimsen aus Porphyr, beide Häuser mit Satteldach, Mommsenstraße 13, 15: ähnliche Gestaltung wie die Nachbarhäuser, ähnlicher Erker wie bei Nummer 11, Werdauer Straße 73, 75, 77, 79, 81: breit gelagerter viergeschossiger Putzbau über rechteckigem Grundriss, an der straßenabgewandten Seite vorspringende Erker ab Erdgeschoss über rechteckigem Grundriss mit Natursteinsockel, großen Rechteckfenstern, im Erdgeschoss und Obergeschoss großflächig verglast mit Geländern in Brüstungshöhe, Fassade gegliedert durch einfache Rechteckfenster bzw. Zwillingsfenster, Fenster dem original nachempfunden, straßenseitig Hauseingänge mit Stichbogenportalen aus Porphyrtuff mit Schlusssteinen, Haustüren und Fenster dem Original nachempfunden, an den Treppenhäusern kleine französische Balkone, seitlich halbrunder Erker mit Sgraffitodekorationen und flach geneigtem Turmhelm, Satteldach, | 09231654 |
| Direkt Bild zu diesem Denkmal hochladen | Mietshaus in halboffener Bebauung | Goethestraße 21 (Karte)                                                                    | 1910                                          | traditioneller Putzbau mit Fachwerkgiebel in gutem Originalzustand von städtebaulichem und baugeschichtlichem Wert. ähnliche Gestaltung wie die Wohnhäuser 23 und 25 aber schlichter, mit Putzquaderung und angedeuteten Bossenquadern, Gurtgesims, einfache Putz-Stuck-Dekorationen, aufwändiger Fachwerkziergiebel am Dacherker, dieser zweiachsig mit Krüppelwalmdach, Fenster nicht denkmalgerecht erneuert. | 09231646 |
| Direkt Bild zu diesem Denkmal hochladen | Mietshaus in Ecklage in offener Bebauung | Goethestraße 22 (Karte)                                                                    | um 1905                                       | qualitätvoller Putzbau mit städtebaulichem und baugeschichtlichem Wert in sehr gutem Originalzustand. dreigeschossig, polygonale Eckausbildung, dort halbrunder Erker über zwei Etagen, im Dachbereich mit Balkon, beide Fassaden mit Erkern ab 1. Obergeschoss – zweigeschossig über rechteckigem Grundriss auf kräftigen Konsolsteinen, Laden an der Ecke mit originaler einflügliger Ladentür mit zwei feststehenden Seitenflügeln, Oberlicht der Ladentür mit geschweiften Sprossen, Fenster ebenfalls mit gesprossten Oberlichtern, im Erdgeschoss Korbbogenfensteröffnungen, ansonsten Rechteckfenster, Dacherker, Walmdach. | 09230371 |
| Direkt Bild zu diesem Denkmal hochladen | Doppelmietshaus in offener Bebauung | Goethestraße 23; 25 (Karte)                                                                | um 1910                                       | architektonisch anspruchsvoller Putzbau in sehr gutem Originalzustand von städtebaulichem und baugeschichtlichem Wert. breit gelagertes Doppelwohnhaus, jede Haushälfte sechsachsig und dreigeschossig, jede Haushälfte mit mittig angeordnetem zweigeschossigen Erker über rechteckigem Grundriss ab 1. Obergeschoss, beide Dacherker mit Zierfachwerk und dekoriertem Ortgang, in gleicher Weise sind auch die Gauben gestaltet, Mansardwalmdach | 09231825 |
| Direkt Bild zu diesem Denkmal hochladen | Mietshaus in offener Bebauung in Ecklage, mit Vorgarten | Goethestraße 27 (Karte)                                                                    | 1910                                          | städtebaulich markanter Putzbau, baulich leicht verändert, von baugeschichtlichem Wert. dreigeschossiger Putzbau, über winkelförmigem Grundriss mit polygonaler Eckausbildung und polygonalem Erker über zwei Geschosse an der Hausecke, in der Seitenstraße zweigeschossiger Erker über rechteckigem Grundriss, Fenster mit sprossengeteilten Oberlichtern, diese durch die sich kreuzenden Sprossen in regelmäßige Quadrate unterteilt, Fassade leicht strukturiert u. a. mit Bossenquaderung und eingelegten blauen Fliesen, Dachbereich vereinfacht und verändert mit Dachliegefenstern. | 09230372 |
| Direkt Bild zu diesem Denkmal hochladen | Mietshaus in Ecklage in offener Bebauung | Goethestraße 29 (Karte)                                                                    | 1907                                          | zeittypischer Putzbau von städtebaulichem Wert. dreigeschossiges Eckgebäude mit polygonaler Eckausbildung, drei Erker über rechteckigem Grundriss, leicht vorkragend bzw. an der Ecke weiter vorkragend, an der Hausecke zweigeschossig mit Balkon im Dachbereich, Sockel und Erdgeschoss mit bossierten Werksteinquadern verblendet, im 1. und 2. Obergeschoss Glattputz mit Werksteinfenstereinfassungen, Giebel original, der Dacherker mit einfachem Zierfachwerk. | 09230373 |
| Direkt Bild zu diesem Denkmal hochladen | Wohnhaus mit angebautem Ladenpavillon, zwei Bauplastiken an der Fassade und vorgelagerter Grünfläche | Goethestraße 35 (Karte)                                                                    | nach 1930                                     | der Moderne verpflichteter Bau in sehr gutem Originalzustand von architekturhistorischer Bedeutung und städtebaulichem Wert. Breit gelagerter Bau über rechteckigem Grundriss, viergeschossig, schlichte Fassade mit interessantem Spannungsverhältnis zwischen Fensteröffnung und Wandfläche, annähernd quadratische Fensteröffnungen, beiderseits der Traufseiten zwei überlebensgroße Plastiken auf Konsolen, die Architekten Tamm und Grobe darstellend, der eine Architekt hält in den Händen das Haus, wie es heute gestaltet ist, der andere Architekt hält einen Winkelbau in der Hand mit Satteldach, wie die beiden Architekten sich ursprünglich das Haus vorgestellt hatten, dieser ursprüngliche Entwurf wurde allerdings nicht ausgeführt, auf Hinweis des Stadtplanungsamtes musste der Entwurf abgeändert und in heutiger Art ausgeführt werden, beide Architekten gehören zu den bedeutendsten Architekten von Zwickau, daraus und aus der qualitätvollen Gestaltung des Bauwerks leitet sich die architekturhistorische Bedeutung des Gebäudes ab (dieses Bauwerk gehört zu den wenigen modernen Wohnbauten der späten 1930er Jahre in Zwickau). Als Beispiel des sozialen Wohnungsbaus kommt diesem Gebäude auch eine sozialgeschichtliche Bedeutung zu. | 09231645 |
| Direkt Bild zu diesem Denkmal hochladen | Mietshaus in Ecklage und in offener Bebauung | Gutenbergstraße 1 (Karte)                                                                  | 1893                                          | repräsentativer Klinkerbau mit Laden von baugeschichtlichem und großem städtebaulichem Wert. dreigeschossig, 3 × 1 × 6 Achsen, roter Klinker mit gelben Kilnkerbinderschichten dekoriert, Fenstereinfassungen mit waagerechter Fensterverdachung bzw. Dreieckgiebelverdachung, Ecke polygonal ausgebildet, Sockel Putz mit Putznutung, Fenster nicht vorbildgerecht erneuert, ebenso Schaufenster und Ladentür. | 09230374 |
| Direkt Bild zu diesem Denkmal hochladen | Mietshaus in geschlossener Bebauung in Ecklage, Teil eines Doppelmietshauses (zugehörig Nr. 14) | Gutenbergstraße 12 (Karte)                                                                 | 1904                                          | zeittypischer Klinkerbau mit Laden von städtebaulichem Wert. dreigeschossig, 6 × 1 × 5 Fensterachsen, Eckrisalit, viergeschossig, polygonal ausgebildet mit Laden, Ladentür und Schaufenster ebenso verändert wie die Fenster, Fassade im Bereich des Sockels mit roten Klinkern verblendet, Erdgeschoss und Obergeschoss mit gelben Klinkern dekoriert mit dunkelrot glasierten Binderschichten, Haustür erneuert, nachträgliche Lagertür. | 09230375 |
| Direkt Bild zu diesem Denkmal hochladen | Mietshaus in halboffener Bebauung, Teil eines Doppelmietshauses (zugehörig Antonstraße 12a) | Gutenbergstraße 13 (Karte)                                                                 | 1907                                          | traditioneller Klinkerbau von städtebaulichem Wert. Sockel nachträglich mit Fliesen belegt, ansonsten roter Klinker, Rechteckfenster, 5 × 2 Achsen, dreigeschossig, Fenster alle erneuert, Haus relativ einfach, Denkmalwert ergibt sich aus dem städtebaulichen Wert als Teil eines gleichartig gestalteten Straßenzuges. | 09230376 |
| Direkt Bild zu diesem Denkmal hochladen | Mietshaus in halboffener Bebauung, Teil eines Doppelmietshauses (zugehörig Nr. 12) | Gutenbergstraße 14 (Karte)                                                                 | 1904                                          | zeittypischer Klinkerbau von städtebaulichem Wert. 2 × 5 Achsen, dreigeschossig, gleiche Gestaltung wie das Nachbarhaus, Werksteineinfassungen bzw. Bekrönung der Fenster. | 09230377 |
| Direkt Bild zu diesem Denkmal hochladen | Mietshaus in halboffener Bebauung, Teil einer Dreierhausgruppe (zugehörig Nr. 17 und 19) | Gutenbergstraße 15 (Karte)                                                                 | 1906                                          | zeittypisches Gebäude in Klinkermischbauweise von städtebaulichem Wert. gleiche Gestaltung wie Nummer 19 nur ohne Laden. | 09230378 |
| Direkt Bild zu diesem Denkmal hochladen | Mietshaus in halboffener Bebauung, Teil einer Dreierhausgruppe (zugehörig Nr. 18 und 20) | Gutenbergstraße 16 (Karte)                                                                 | 1906                                          | zeittypisches Gebäude in Klinkermischbauweise von städtebaulichem Wert. dreigeschossig, 5 × 2 Fensterachsen, Erdgeschoss Putznutung, Obergeschoss roter Klinker, Seitenrisalit einachsig, zeittypische Fensterbekrönungen durch Werkstein mit abstrahierter Ornamentik, Satteldach, Fenster annähernd dem Vorbild entsprechend erneuert. | 09230379 |
| Direkt Bild zu diesem Denkmal hochladen | Mietshaus in geschlossener Bebauung, Teil einer Dreierhausgruppe (zugehörig Nr. 15 und 19) | Gutenbergstraße 17 (Karte)                                                                 | 1907                                          | zeittypisches Gebäude in Klinkermischbauweise von städtebaulichem Wert. dreigeschossig, fünf Achsen, Erdgeschoss Putz und verändert, Haustüren und Fenster verändert, Obergeschoss roter Klinker, die gleichen Fenstereinfassungen und Überdachungen wie die Nachbarhäuser u. a. mit Blumenmotiven dekoriert, aus städtebaulichen Gründen in der Denkmalliste, auf Grund der ähnlichen Gestaltung des gesamten Straßenzuges. | 09230380 |
| Direkt Bild zu diesem Denkmal hochladen | Mietshaus in geschlossener Bebauung, Teil einer Dreierhausgruppe (zugehörig Nr. 16 und 20) | Gutenbergstraße 18 (Karte)                                                                 | 1906                                          | zeittypisches Gebäude in Klinkermischbauweise von städtebaulichem Wert. Mittelteil der Dreierhausgruppe, dreigeschossig, fünf Achsen, Erdgeschoss Putz mit originaler Putzgliederung, mittig angeordnetem Hauseingang, kannelierte aufgeputzte Lisenen als Einfassung sowie Putz-Stuck-Dekorationen über der Tür, Eingang zurückversetzt mit Stufen, zweiflügelige originale Haustür mit gesprosstem Oberlichtfenster, im Erdgeschoss Segmentbogenöffnung, beide Obergeschoss roter Klinker mit Rechteckfenstern regelmäßig angeordnet mit Werksteinbekrönung mit abstrahierter Ornamentik, Satteldach. | 09230381 |
| Direkt Bild zu diesem Denkmal hochladen | Mietshaus in halboffener Bebauung, Teil einer Dreierhausgruppe (zugehörig Nr. 15 und 17) | Gutenbergstraße 19 (Karte)                                                                 | 1907                                          | zeittypisches Gebäude in Klinkermischbauweise von städtebaulichem Wert. dreigeschossig, 5 × 2 Fensterachsen, Erdgeschoss Putz, komplett verändert mit nachträglichem, zu großen Ladeneinbau, veränderter Ladentür, veränderten Fenstern, Obergeschoss roter Klinker, Fenstereinfassungen aufwändig gestaltet ähnlich dem Nachbarhaus, Satteldach. | 09230382 |
| Direkt Bild zu diesem Denkmal hochladen | Mietshaus in halboffener Bebauung, Teil einer Dreierhausgruppe (zugehörig Nr. 16 und 18) | Gutenbergstraße 20 (Karte)                                                                 | 1906                                          | zeittypisches Gebäude in Klinkermischbauweise von städtebaulicher Bedeutung. gleiche Gestaltung wie Nummer 16, Fenster verändert sowie Erdgeschoss-Zone verändert. | 09230383 |
| Direkt Bild zu diesem Denkmal hochladen | Mietshaus in geschlossener Bebauung | Gutenbergstraße 21 (Karte)                                                                 | 1908                                          | repräsentatives Gebäude in Klinkermischbauweise mit Jugendstileinfluss von baugeschichtlichem und städtebaulichem Wert. dreigeschossig, sechs Achsen, Erdgeschoss Putz, leicht verändert, beide Obergeschoss orangeroter Klinker, aufwändige Fensterüberdachungen bzw. Fenstereinfassungen mit Nutung mit verschiedenen floralen und abstrakten Ornamenten sowie Klinkerformsteine, die die Fenster flankieren, Seitenrisalit zweiachsig, Fenster verändert. | 09230384 |
| Direkt Bild zu diesem Denkmal hochladen | Mietshaus in Ecklage in geschlossener Bebauung | Gutenbergstraße 21a (Karte)                                                                | bez. 1912/1913                                | ursprünglich mit Laden, repräsentativer Putzbau von großem städtebaulichem und baugeschichtlichem Wert. 5 × 1 × 5 Fensterachsen, dreigeschossig, Putzbau, Sockel Werksteinverkleidung, Hauseingang seitlich in der Gutenbergstraße, Haustür dem Original nachempfunden mit aufwändiger Verdachung und geteiltem Oberlicht ebenso Fenster dem Original nachempfunden mit gesprossten Oberlichtern, Lisenengliederungen, zurückhaltende Putz-Stuck-Dekorationen – meistens florale Motive, Dacherker an der Ecke mit 1 × 1 × 1 Fensterachsen. | 09230385 |
| Direkt Bild zu diesem Denkmal hochladen | Mietshaus in halboffener Bebauung konzipiert | Gutenbergstraße 22 (Karte)                                                                 | 1905                                          | Gebäude in Klinkermischbauweise in sehr gutem Originalzustand von städtebaulichem Wert. ähnliche Gestaltung wie die Nachbarhäuser, 5 × 2 Achsen, dreigeschossig, Sockel mit Putzquaderung, ansonsten die Fassade mit orangeroten Klinkerverblendern verkleidet, Seitenrisalit zweiachsig, Fenster mit Werksteinbekrönungen, am Seitenrisalit aufwändige florale und figurale Dekorationen u. a. Maske sowie Blattwerk als Jugendstildekoration, Satteldach, vermutlich als Doppelhaus konzipiert, möglicherweise ist im Krieg das Doppelhaus zerstört worden. | 09230386 |
| Direkt Bild zu diesem Denkmal hochladen | Bockkran | Güterbahnhofstraße (Karte)                                                                 | vor 1926                                      | technikgeschichtlich bedeutsames Anlagenteil. Bockkran: 30 t und 8 t Tragkraft, Holzüberdachung, um 1950 | 09248165 |
| Direkt Bild zu diesem Denkmal hochladen | Mietshaus in halboffener Bebauung | Heckenweg 15 (Karte)                                                                       | 1913                                          | repräsentativer, architektonisch aufwändig gestalteter Putzbau von großem baugeschichtlichem, baukünstlerischem und städtebaulichem Wert. Breit lagernder Bau über rechteckigem Grundriss, viergeschossig, Erdgeschoss Putzquaderung, Korbbogenfenster unterschiedlicher Formate, alle mit gesprossten Oberlichtern, die Fenster wurden dem Original nachempfunden, Obergeschoss durch Putzbänder zusammengefasst und hierdurch vertikal betont, unterschiedliche Fensterformate, Rechteckfenster ebenfalls mit sprossengeteilten Oberlichtern (dem Vorbild entsprechend erneuert), Erker: breiter, das Straßenbild des Hauses prägender Erker, vierachsig mit schmalen hochrechteckigen Fenstern in gleicher Gestaltung wie die anderen Fenster, Fensterbrüstungen des Erkers zwischen 1. Obergeschoss und 2. Obergeschoss mit Puttis in flachen Nischen dekoriert, Erker über rechteckigem Grundriss auf großen Konsolsteinen gelagert, dreigeschossig, übergehend in zweiachsige Gaube, Dach: Schleppgauben, Walmdach mit Schieferdeckung. | 09230394 |
| Direkt Bild zu diesem Denkmal hochladen | Wohnhaus in offener Bebauung mit vorgelagerter Grünfläche, Doppelwohnhaus (Hegelstraße 1 und Jogichesstraße 13) | Hegelstraße 1 (Karte)                                                                      | 1923                                          | breit gelagerter Putzbau von städtebaulichem und baugeschichtlichem Wert in sehr gutem Originalzustand. dreigeschossig, mit dem Nachbarhaus zusammen Mittelrisalit bildend, 12 Achsen, kräftiges Gurtgesims, expressionistische Putz-Stuck-Dekorationen, insbesondere des Dacherkers, dort auch spitzwinkelige Bekrönungen, Walmdach. | 09231463 |
| Direkt Bild zu diesem Denkmal hochladen | Kath. Kirche mit angebautem Pfarrhaus und Einfriedung | Hegelstraße 3 (Karte)                                                                      | 1935                                          | Heimatstilbauten in sehr gutem Originalzustand, von baukünstlerischem und baugeschichtlichem Wert. Kirche, einfacher Saalbau mit Satteldach und vorgelagertem rechteckigem Turm mit Walmdach, an der Turmfassade längliche Schlitzfenster mit Schallöffnungen für die Glocke im oberen Bereich sowie großes, in den Putz eingefügtes, Kreuz mit rauem Putz, durch Zwischenbau mit dem Pfarrhaus verbunden, Zwischenbau mit Durchgang, Pfarrhaus: gleicher Baustil wie die Kirche, eingeschossig mit hohem Krüppelwalmdach, Sockel ebenso wie bei der Kirche mit dunkelrot glasierten Klinkern belegt, Rauputz, Rechteckfenster, Dachgelage und Fenster sowie Verkleidung der Gaube nicht denkmalgerecht erneuert, ansonsten in sehr gutem Originalzustand überliefert. | 09231464 |
| Direkt Bild zu diesem Denkmal hochladen | Mietshaus in Ecklage in geschlossener Bebauung | Jogichesstraße 1 (Karte)                                                                   | bez. 1901                                     | mit Laden, gestalterisch sparsamer aber städtebaulich bedeutsamer Klinkerbau in relativ gutem Originalzustand. viergeschossiges Eckgebäude mit Eckrisalit, dieser polygonal ausgebildet mit Laden, die ursprünglich vorhandenen Balkone nicht erhalten, an der Ecke bezeichnet 1901, Dachbereiche verändert, Fenster regelmäßig aufgereiht, Erdgeschoss Rundbogenfenster, 1. Obergeschoss Segmentbogenfenster, 2. Obergeschoss Rechteckfenster, 3. Obergeschoss Rundbogenfenster. | 09230407 |
| Direkt Bild zu diesem Denkmal hochladen | Mietshaus in halboffener Bebauung mit Vorgarten | Jogichesstraße 3 (Karte)                                                                   | 1901                                          | schlichter Klinkerbau von städtebaulichem Wert. zeittypische Gestaltung, dreigeschossig, Seitenrisalit, Erdgeschoss Rundbogenfenster, 1. Obergeschoss Segmentbogenfenster, Obergeschoss Rechteckfenster, ganz schlichte Gestaltung durch Naturstein, Schlusssteine, nur am Seitenrisalit etwas aufwändigere gebundene Fensterachsen. | 09230408 |
| Direkt Bild zu diesem Denkmal hochladen | Doppelmietshaus in offener Bebauung, mit vorgelagerter Grünanlage | Jogichesstraße 5; 7 (Karte)                                                                | 1921                                          | traditionalistischer Putzbau, augeschichtliche und städtebauliche Bedeutung. kleine Wohnanlage bestehend aus drei Doppelwohnhäusern mit vorgelagerter Grünfläche, jedes dieser Gebäude zeitgleich aber in unterschiedlicher Gestaltung, Jogichesstraße 5 und 7: breit gelagerter Putzbau, dreigeschossig, über 12 Achsen, jedes Doppelhaus hat also sechs Achsen, die immer zu Dreiergruppen durch gequaderte Lisenen zusammengefasst sind, recht regelmäßige Gestaltung ohne weitere Putz-Stuck-Dekorationen, sehr sachliche Gliederung, Walmdach, mittig angeordneter Dacherker über sechs Achsen, der das Doppelhaus bekrönt. | 09230409 |
| Direkt Bild zu diesem Denkmal hochladen | Doppelmietshaus in offener Bebauung, mit vorgelagerter Grünanlage | Jogichesstraße 9; 11 (Karte)                                                               | 1923                                          | expressionistisch anmutender Putzbau in sehr gutem Originalzustand von baugeschichtlichem und städtebaulichem Wert. mit dem Nachbarhaus Nummer 9 einen einheitlichen Wohnblock bildend, mit expressionistischen Putz-Stuck-Dekorationen, jeweils die Doppelhaushälfte mit Mittelrisalit, kräftig vortretendes Gurtgesims, an den Risaliten in den beiden Obergeschossen die Fenster zusammengefasst durch expressionistische Putz-Stuck-Dekorationen, Walmdach. mit dem Nachbarhaus Nummer 11 einen einheitlichen Wohnblock bildend, mit expressionistischen Putz-Stuck-Dekorationen, jeweils die Doppelhaushälfte mit Mittelrisalit, kräftig vortretendes Gurtgesims, an den Risaliten in den beiden Obergeschossen die Fenster zusammengefasst durch expressionistische Putz-Stuck-Dekorationen, Walmdach. | 09230412 |
| Direkt Bild zu diesem Denkmal hochladen | Wohnhaus in offener Bebauung mit vorgelagerter Grünfläche, Doppelwohnhaus (Hegelstraße 1 und Jogichesstraße 13) | Jogichesstraße 13 (Karte)                                                                  | 1923                                          | breit gelagerter Putzbau von städtebaulichem und baugeschichtlichem Wert in sehr gutem Originalzustand. dreigeschossig, mit dem Nachbarhaus zusammen Mittelrisalit bildend, zwölf Achsen, kräftiges Gurtgesims, expressionistische Putz-Stuck-Dekorationen, insbesondere des Dacherkers, dort auch spitzwinkelige Bekrönungen, Walmdach. | 09231463 |
| Direkt Bild zu diesem Denkmal hochladen | Sachgesamtheit Kästnersches Gut, bestehend aus dem Einzeldenkmal: Bauernhaus (als Herrenhaus bezeichnet – siehe Einzeldenkmal 09300943) sowie ehemalige Scheune (heute Wohnhaus) und Reihenwohnhaus (Kopie des ehemaligen Stallgebäudes), zwei Torbögen und Einfriedungsmauer (Sachgesamtheitsteile) | Julius-Seifert-Straße 7e; 7f; 7g; 7h; 7k; 7l; 7m; 7n; 7r; 7s; 7t; 7p (Karte)               | 1877 (Scheune)                                | Gebäudegruppe von stadtentwicklungsgeschichtlicher und städtebaulicher Bedeutung. Nummer 7m und 7n: Herrenhaus: zweigeschossiger Putzbau mit sieben Fensterachsen, Eingang an der Hofseite überdacht mit geschweiften Säulen und Freitreppe, Natursteinfenster- und Türeinfassungen, über dem Eingang Balkon, gestützt von den Säulen mit Eierstabfries am Kapitell, Obergeschoss waagerechte Fensterverdachungen, die Eingangsachse als Risalit leicht vortretend, Obergeschoss mit Putznutung, im Dachgeschoss turmartig abschließend mit Pyramidenhelm, Konsolfries am Kranzgesims und Rundfenster, Satteldach mit zusätzlichen Gauben, eine originale Gaube mit Sandsteinverblendung erhalten, beiderseits des Herrenhauses große Torbögen, geschosshoch, daran anschließend zwei Wirtschaftsgebäude. Ehemaliges Stallgebäude: durch adäquaten Neubau in gleicher Bauweise ersetzt, heute kein Denkmal mehr trotz angepasster Bauweise, auf Grund dessen, dass dieser Bau eine Kopie ist, auf der anderen Seite des Herrenhauses Scheune: anderthalbgeschossiger Massivbau mit zwei Toren zur Hofseite, die heute zur Wohnstube umgebaut sind, aber noch als Toröffnung auf Grund der heutigen Gestaltung erkennbar sind, regelmäßige Reihung der Fenster im Obergeschoss annähernd dem Original vermutlich entsprechend, Satteldach mit Schieferdeckung, Haus wurde zum Wohnhaus umgebaut, auf der Rückseite befinden sich hölzerne Eingangsvorbauten, der Hof wird abgeschlossen durch eine etwa stockwerkhohe Ziegelmauer mit Putzflächen, die auch im Original erhalten ist, Giebelseite zur Marienthaler Straße repräsentativ ausgebildet, im 1. Obergeschoss mit Nische, darüber Segmentbogenverdachung, in der Nische lebensgroße weibliche Plastik, vermutlich Sandstein, Fortuna darstellend, an der Traufseite rückwärtig nachträgliche Balkon- und Wintergartenanbauten. | 09230653 |
| Direkt Bild zu diesem Denkmal hochladen | Einzeldenkmal in Sachgesamtheit Kästnersches Gut: Wohnhaus (auch als Herrenhaus bezeichnet) eines ehemaligen Bauernhofes (siehe auch Sachgesamtheit 09230653) | Julius-Seifert-Straße 7m; 7n (Karte)                                                       | um 1880                                       | repräsentativer Putzbau von baugeschichtlichem Wert. Nummer 7m und 7n: Herrenhaus: zweigeschossiger Putzbau mit sieben Fensterachsen, Eingang an der Hofseite überdacht mit geschweiften Säulen und Freitreppe, Natursteinfenster- und Türeinfassungen, über dem Eingang Balkon, gestützt von diesen Säulen mit Eierstabfries am Kapitell, Obergeschoss waagerechte Fensterverdachungen, die Eingangsachse als Risalit leicht vortretend, Obergeschoss mit Putznutung, im Dachgeschoss turmartig abschließend mit Pyramidenhelm, Konsolfries am Kranzgesims und Rundfenster, Satteldach mit zusätzlichen Gauben, eine originale Gaube mit Sandsteinverblendung erhalten, beiderseits des Herrenhauses große Torbögen, geschosshoch, daran anschließend zwei Wirtschaftsgebäude. | 09300943 |
| Direkt Bild zu diesem Denkmal hochladen | Mietshaus in geschlossener Bebauung | Julius-Seifert-Straße 37 (Karte)                                                           | 1901                                          | traditioneller Klinkerbau mit aufwändigem Fassadendekor von baugeschichtlichem und städtebaulichem Wert. dreigeschossig, fünf Achsen, einachsiger Mittelrisalit mit Hauseingang, aufwändige Putz-Stuck-Dekorationen u. a. mit bärtigen Köpfen und Blumenornamenten, orangeroter Klinkler mit dunkelrot glasierten Binderschichten verziert, Gesims fehlt. | 09230416 |
| Weitere Bilder                          | Tankstelle mit historischem Straßenpflaster | Kopernikusstraße (Karte)                                                                   | 1938–1939                                     | in markanter Schrägstellung zur Straße, als Eckbebauung straßenbildprägend sowie baugeschichtlich und verkehrsgeschichtlich von Bedeutung. schlichte, funktionale Anlage mit eingeschossigem, kubischem Tankhaus und großem, von zwei Betonstützen getragenem Vordach aus Spannbeton (mit vier DDR-zeitlichen Leuchten), Zapfsäulen nicht erhalten, errichtet für die unmittelbar dahinter liegende Großgarage von Kurt Vorsprecher (heute Kopernikusstraße 1/3). Zu DDR-Zeiten befand sich dort das Auslieferungslager für den Trabant. An der Tankstelle hatten die Neuwagenbesitzer die Möglichkeit, ihr Auto das erste Mal vollzutanken. | 09305731 |
| Direkt Bild zu diesem Denkmal hochladen | Ehemaliges Arbeitsamt, heute Verwaltungsgebäude der Landesversicherungsanstalt, einschließlich Freitreppe und Stützmauern sowie vorgelagerter Grünfläche | Kopernikusstraße 7 (Karte)                                                                 | 19037                                         | breit lagernder Putzbau in gutem Originalzustand von stadtgeschichtlicher, baugeschichtlicher und städtebaulicher Bedeutung. breit gelagerter Putzbau, dreigeschossig, über rechteckigem Grundriss, Sockel Theumaer Schiefer, in unregelmäßiger Vermauerung, Glattputz, Fenster zu Fenstergruppen zusammengefasst als Drillingsfenster, neun Achsen, mittiger Hauseingang mit repräsentativer Ausbildung, Freitreppe einläufig mit massivem Geländer – ebenfalls Theumaer Schiefer, Treppenanfänge von Kugel bekrönt, Hauseingang überdacht, ursprünglich vermutlich im 1. Obergeschoss als Balkon dienend, Walmdach, Schieferdeckung, kleine regelmäßig angeordnete Gauben, diese nur teilweise noch erhalten mit Walmdach, Fenster dem Original nachempfunden ebenso die Farbgebung dem Original angepasst, die Haustür verändert, im Inneren original, zweiläufige Treppe mit Holzgeländer und Holzhandlauf, Austritt im 1. Obergeschoss auf dem Podest, Fliesen an der Wand aus der Erbauungszeit, alle Türen verändert, weitere Treppenanläufe seitlich angeordnet mit originalen Eisenhandläufen, im Kellerbereich Vergitterungen und originale Holztüren, großer Glaseinsatz mit Sprossenteilung und Ziervergitterung aus der Erbauungszeit des Gebäudes. | 09231127 |
| Weitere Bilder                          | Villa mit Einfriedung und Garten | Kopernikusstraße 38 (Karte)                                                                | 1911                                          | gut erhaltenes Bauwerk von baugeschichtlichem Wert. Villa: Putzbau über unregelmäßigem Grundriss mit verschiedenen Stockwerkhöhen, ein- bzw. zweigeschossig sowie turmartige Eckausbildung, Eisengeländer geschwungen mit Jugendstil-Andeutungen, Fenster dem Original nicht nachempfunden, Hauseingangstür mit Putz-Stuck-Dekorationen und der Inschrift: „Glück auf“, Fenster ursprünglich mit geschweifter Sprossung, unterschiedliche Dachformen u. a. Fledermausgauben, Dachdeckung Biberschwanz-Kronendeckung noch original erhalten, unterschiedliche Vor- und Rücksprünge, in einem Bereich der Fassade Erneuerungen nicht denkmalgerecht, ansonsten in gutem Originalzustand überliefert, originale einflügelige Haustür mit Rundbogenabschluss, Fenstereinsatz mit Ziervergitterung, gebogenes Oberlichtfenster, zwischen Oberlichtfenster und Haustür geschweifte Initiale: F. Einfriedung: massiver Sockel und massive Pfeiler mit Bekrönung sowie schmiedeeiserne Zaunfelder. Garten: Reste der ursprünglichen Bepflanzung u. a. Blut-Ahorn (Acer platanoides 'Schwedleri'), Walnuss (Juglans regia) und Rhododendron, im südlichen Garten Obstbaumbestand, hausnaher Bereich höher gelegen als südlicher Garten, Höhenunterschied durch kleine Böschung und Granittreppe überbrückt, südlicher Gartenbereich mit Holzlattenzaun (kein Einzeldenkmal), Garten wichtig für das Erscheinungsbild der Villa. | 09231129 |
| Direkt Bild zu diesem Denkmal hochladen | Mietshaus in halboffener Bebauung | Lerschstraße 15 (Karte)                                                                    | 1884                                          | zeittypischer Putzbau, original saniert, von städtebaulichem und baugeschichtlichem Wert. sechs Achsen, davon zweiachsiger Mittelrisalit, zweigeschossig, Sockel Polygonmauerwerk, Putzfassade mit aufgeputzter Eckquaderung, profiliertem verkröpftem Gurtgesims, leicht vorkragende Fenstersohlbänke im Erdgeschoss und Obergeschoss, Fensterbrüstungen im 1. Obergeschoss dekoriert mit Putz-Stuck-Ornament ebenso die Felder unter den waagerechten Fensterverdachungen, profiliertes Kranzgesims, zweiachsiger Dacherker, Satteldach, Giebel vereinfacht. | 09230592 |
| Direkt Bild zu diesem Denkmal hochladen | Mietshaus in Ecklage in geschlossener Bebauung | Luisenstraße 1 (Karte)                                                                     | 1894                                          | mit Laden, zeittypischer Klinkerbau von städtebaulichem und baugeschichtlichem Wert. dreigeschossig, Klinkermischbauweise, Sockel Polygonnatursteinmauerwerk – wahrscheinlich Porphyrtuff, Erdgeschoss verputzt, nicht in ursprünglicher Struktur, Obergeschoss roter Klinker durchbrochen mit Werkstein, Dekorationen und Fenstereinfassungen, diese heute stark marmoriert gezeichnet, Fenster annähernd dem Original nachempfunden, Ecke überhöht, verschiedene Dacherker, nachträgliche Balkonanbauten, Türen und Schaufenster nicht original. | 09230622 |
| Direkt Bild zu diesem Denkmal hochladen | Mietshaus in offener Bebauung | Luisenstraße 5 (Karte)                                                                     | 1902                                          | mit Jugendstildekorationen reich versehener Klinkerbau in sehr gutem Originalzustand, von baugeschichtlicher, baukünstlerischer und städtebaulicher Bedeutung. Bei dem Mietshaus Luisenstraße 5 handelt es sich um ein dreigeschossiges Wohnhaus mit ausgebautem Dachgeschoss in offener Bebauung. Der rote Klinkerbau mit reichen Putz- und Werksteindekorationen im Jugendstil weist – ausgenommen den mittigen Dacherker – einen sehr guten Originalzustand auf. So sind die beiden Schmuckplatten im Bereich der Fensterbrüstungen im 1. Obergeschoss mit einer Blumenornamentik versehen, mittig darin angeordnet jeweils ein Flachrelief, ein weibliches Gesicht darstellend. Die Schmuckplatten über diesen Fenstern sind mit spielenden Putten und Weinlaub verziert. In der Fassadenmitte verläuft senkrecht von der Traufe bis zum Gurtgesims ein ornamental, in typischer Jugendstildekoration gestaltetes Zierelement mit floralen und geometrischen Darstellungen sowie den Flachreliefs eines Löwen- und gefiederten Männerkopfes, außerdem einer Platte mit der Jahreszahl 1902 (Erbauung). Die vier Fenster jeder Etage sind paarweise gekoppelt, der Hauseingang seitlich gelegen, daneben ein einzelnes und ein gekoppeltes Fenster. Die Fenstergewände der Obergeschosse zeigen eine Stabprofilierung (durchgesteckten Stäbe). Die erhaltene bauzeitliche Hauseingangstür ist asymmetrisch zweiflügelig, mit feststehendem schmalem Seitenflügel, breitem Öffnungsflügel und hohem Oberlicht ausgebildet. Sie zeigt ebenfalls die typischen Jugendstilformen. Im Innern sind das Treppenhaus mit Granitstufen, ornamental gestalteten Terrazzopodesten (im Eingangsbereich der Schriftzug SALVE), schmiedeeisernen Treppengeländern (historistisch), Holzhandläufen und den originalen Wohnungseingangstüren (Jugendstil) in sehr gutem Zustand erhalten. Die im Eingangsbereich beidseitig vorhandenen Wandmalereien sind ebenfalls typisch jugendstilig, machen aber den Eindruck einer eher schlechten Übermalung des Originals. | 09230623 |
| Direkt Bild zu diesem Denkmal hochladen | Mietshaus in Ecklage in halboffener Bebauung, Teil einer Dreierhausgruppe (zugehörig Nr. 3 und 5) | Marienthaler Straße 1 (Karte)                                                              | 1899                                          | mit Laden, zeittypische Klinkerfassade, von städtebaulichem und baugeschichtlichem Wert. dreigeschossig, 3 × 5 Achsen, roter und orangeroter Klinker, Werksteindekoration: Gurtgesimse, Fenstergewände, Fensterverdachungen, Sockel Polygonmauerwerk, Ladentür und Schaufenster verändert, Fenster annähernd dem Vorbild entsprechend erneuert, polygonale Eckausbildung, dort Erker über zwei Geschosse ab 1. Obergeschoss auf volutenartigen Konsolsteinen. | 09230635 |
| Direkt Bild zu diesem Denkmal hochladen | Mietshaus in geschlossener Bebauung, Teil einer Dreierhausgruppe (zugehörig Nr. 1 und 5) | Marienthaler Straße 3 (Karte)                                                              | 1898                                          | zeittypische Klinkerfassade, von städtebaulichem und baugeschichtlichem Wert. dreigeschossig, sechs Achsen, roter und orangeroter Klinker, mittiger zurückversetzter Hauseingang mit originaler Haustür, Fenster dem Vorbild entsprechend erneuert, Werksteinfenstergewände und Gesimse in traditioneller Gestaltung, Betonung der zwei mittleren Fenster durch Segmentbogenverdachung mit Muschelornament und Mäanderdekoration, zweiachsiger Dacherker, Mansarddach, zwei Gauben mit segmentbogenartigem Abschluss. | 09230636 |
| Direkt Bild zu diesem Denkmal hochladen | Mietshaus in halboffener Bebauung, Teil einer Dreierhausgruppe (zugehörig Nr. 1 und 3) | Marienthaler Straße 5 (Karte)                                                              | 1898                                          | mit Laden, zeittypische Klinkerfassade, von baugeschichtlichem und städtebaulichem Wert. gleiche Gestaltung wie das Nachbarhaus, die Ladenfront erneuert bzw. nachträglich eingefügt. | 09230637 |
| Direkt Bild zu diesem Denkmal hochladen | Mietshaus in halboffener Bebauung, Teil einer Dreierhausgruppe (zugehörig Nr. 9 und 11) | Marienthaler Straße 7 (Karte)                                                              | 1898                                          | mit Laden, zeittypische Klinkerfassade, von baugeschichtlichem und städtebaulichem Wert. dreigeschossig, 6 × 2 Achsen, annähernd gleiche Gestaltung wie die Nachbarhäuser, Ladenfront erneuert. | 09230638 |
| Direkt Bild zu diesem Denkmal hochladen | Mietshaus in geschlossener Bebauung, Teil einer Dreierhausgruppe (zugehörig Nr. 7 und 11) | Marienthaler Straße 9 (Karte)                                                              | 1891                                          | mit Laden, zeittypische Klinkerfassade, von baugeschichtlichem und städtebaulichem Wert. gleiche Gestaltung wie die Nachbarhäuser, Laden noch original, fotografieren wegen laufender Sanierung im April 2005 nicht möglich. | 09230639 |
| Direkt Bild zu diesem Denkmal hochladen | Mietshaus in Ecklage und in halboffener Bebauung, Teil einer Dreierhausgruppe (zugehörig Nr. 7 und 9) | Marienthaler Straße 11 (Karte)                                                             | 1891                                          | mit Laden, zeittypische Klinkerfassade, von baugeschichtlichem und städtebaulichem Wert. gleiche Gestaltung wie die Nachbarhäuser, Ecke verändert, vermutlich der Erker entfernt, das Haus ist identisch in seiner Gestaltung mit dem Haus Marienthaler Straße 1 | 09230641 |
| Direkt Bild zu diesem Denkmal hochladen | Mietshaus in halboffener Bebauung, Teil einer Dreierhausgruppe (zugehörig Nr. 23 und 25) | Marienthaler Straße 21 (Karte)                                                             | 1886                                          | mit Laden, zeittypische Putzfassade, von baugeschichtlichem und städtebaulichem Wert. dreigeschossiger Putzbau, 6 × 6 Achsen, Putznutung im Erdgeschoss, leicht vorspringender Eckrisalit mit Balkonen auf kräftigen Konsolsteinen mit schmiedeeisernen Geländern, zeittypische Fassadengestaltung: Fenstergewände, waagerechte Fensterverdachungen, Konsolfries usw., Mansardwalmdach mit zweiachsigem Dacherker und Dacherker mit Rundfenster. | 09230642 |
| Direkt Bild zu diesem Denkmal hochladen | Mietshaus in geschlossener Bebauung, Teil einer Dreierhausgruppe (zugehörig Nr. 21 und 25) | Marienthaler Straße 23 (Karte)                                                             | 1886                                          | mit Laden, zeittypische Putzfassade, von städtebaulichem und baugeschichtlichem Wert. fünf Achsen, dreigeschossig, Dacherker mit drei Achsen, Putzfassade, Putznutung im Erdgeschoss, Ladenfront und Fenster verändert, ansonsten aber noch ursprüngliche Fassadengestaltung. | 09230643 |
| Direkt Bild zu diesem Denkmal hochladen | Mietshaus in halboffener Bebauung, Teil einer Dreierhausgruppe (zugehörig Nr. 21 und 23) | Marienthaler Straße 25 (Karte)                                                             | 1886                                          | mit Ladeneinbau, zeittypische Putzfassade, von städtebaulichem und baugeschichtlichem Wert. 5 × 10 Achsen, Ecke polygonal ausgebildet mit Laden und Balkonen, gleiche Gestaltung wie bei Nummer 21, Ladenfront verändert, Putznutung fehlt. | 09230644 |
| Direkt Bild zu diesem Denkmal hochladen | Mietshaus in ehemals geschlossener Bebauung, Teil einer ehemaligen Dreierhausgruppe (mit Nr. 33 und 37, Nr. 33 wurde 2009 abgebrochen) | Marienthaler Straße 35 (Karte)                                                             | 1897                                          | zeittypischer Klinkerbau von städtebaulichem und baugeschichtlichem Wert. fünf Achsen, dreigeschossig, roter Klinker, Sockel Polygonmauerwerk, ursprünglich Laden, heute zugesetzt, original erhaltene Toreinfahrt mit hölzernem Tor, gesprosstes Oberlichtfenster erneuert, zweiachsiger Dacherker, Mansarddach, zwei Gaupen. | 09230646 |
| Direkt Bild zu diesem Denkmal hochladen | Mietshaus in halboffener Bebauung und seitliche Toreinfahrt, Teil einer ehemaligen Dreierhausgruppe (mit Nr. 35 und 33, Nr. 33 wurde 2009 abgebrochen) | Marienthaler Straße 37 (Karte)                                                             | um 1897                                       | zeittypischer Klinkerbau mit Laden von städtebaulichem und baugeschichtlichem Wert. identisch mit Haus Nummer 33, Ladenfront erneuert, Fenster ebenso, Einfriedung besteht aus einem großen schmiedeeisernem Tor in gutem Originalzustand, Gauben nicht erhalten durch Brand, ersetzt durch Dachliegefenster, 13. April 1993 Gasexplosion im Dachgeschoss. | 09230647 |
| Direkt Bild zu diesem Denkmal hochladen | Hochhaus sowie Plastik „Mutter mit Kind“ (neben dem Hochhaus) | Marienthaler Straße 40 (Karte)                                                             | 1959–1961 (Hochhaus)                          | mit Ladeneinbau, typische Beispiele der DDR-Baukunst und Bildenden Kunst, in sehr gutem Originalzustand von großer städtebaulicher und baugeschichtlicher Bedeutung. Plastik: Bestandteil einer geplanten städtebaulichen Anlage, Terrazzosockel, Bronzeplastik sitzende Mutter mit Kind auf dem Schoß, im Zusammenhang mit dem benachbarten Hochhaus und der kleinen Gartenanlage entstanden. Hochhaus: Erdgeschoss mit Laden, heute Stadtbibliothek, teilweise auf schlanken Pfeilern stehend, rechteckiger Grundriss, einfache Lochfassade mit quer liegenden Fensterformaten, zehnstöckig mit Dachgeschoss, das Dachgeschoss mit Fensterbändern, querliegend unter dem vorkragenden Dach Lüftungsöffnungen, flach gedeckt. Das Hochhaus ist das einzige Punkthochhaus der Stadt Zwickau. | 09230648 |
| Direkt Bild zu diesem Denkmal hochladen | Mietshaus in geschlossener Bebauung, ehemals Firmensitz der Firma Betonbau und Stuck Franz Emil Croy | Marienthaler Straße 47 (Karte)                                                             | 1911                                          | aufwändig gestalteter Putzbau von städtebaulichem und baugeschichtlichem Wert. dreigeschossig, vier Achsen, große seitlich angeordnete Tordurchfahrt, Sockel Putzquaderung, Putzfassade, mittig angeordneter Erker ab 1. Obergeschoss über rechteckigem Grundriss – zweigeschossig mit Putz-Stuck-Ornamenten mit Symbolik der Freimaurer. | 09230649 |
| Direkt Bild zu diesem Denkmal hochladen | Mietshaus in geschlossener Bebauung | Marienthaler Straße 51 (Karte)                                                             | 1892                                          | mit Ladeneinbau, zeittypischer Klinkerbau mit verändertem Erdgeschoss von städtebaulichem Wert. als Teil einer zeitgleichen Häusergruppe von städtebaulichem Wert, dreigeschossig, fünf Achsen, Erdgeschoss durch Fleischerladenumbau und Verkleidung entstellend verändert, beide Obergeschosse im Ursprung erhalten, dort roter Klinker, zeittypische Gliederung mit waagerechter Fensterverdachung und Betonung der Mittelachse, zweiachsiger Dacherker, Mansarddach mit originalen Gauben. | 09230651 |
| Direkt Bild zu diesem Denkmal hochladen | Mietshaus in Ecklage in halboffener Bebauung, Teil eines Doppelmietshauses (zugehörig Agricolastraße 10) | Marienthaler Straße 60 (Karte)                                                             | 1912                                          | zeittypischer, qualitätvoll gestalteter Putzbau mit Laden von städtebaulichem und baugeschichtlichem Wert. dreigeschossig mit polygonaler Eckausbildung, dort Laden, über dem Laden polygonaler, leicht vorkragender Erker mit qualitätvollen Putz-Stuck-Dekorationen an den Brüstungsfeldern, weitere polygonale Erker an beiden Traufseiten, ebenfalls Brüstungsfelder mit ähnlichen Putz-Stuck-Dekorationen, turmartiger Dacherker sowie Fenstererker, Schleppgauben und nachträgliche Dachliegefenster, sehr guter Originalzustand, in der Agricolastraße Putz-Stuck-Band mit Porträtbüste vermutlich von Richard Wagner, flankiert von zwei Putti mit Füllhörnern. | 09230652 |
| Direkt Bild zu diesem Denkmal hochladen | Mietshaus (mit Postfiliale) in halboffener Bebauung, Teil eines Doppelmietshauses (zugehörig Zimmermannstraße 2) | Marienthaler Straße 80 (Karte)                                                             | 1904                                          | repräsentatives Gebäude in Klinkermischbauweise von baugeschichtlichem und städtebaulichem Wert. dreigeschossig, 6 × 2 Achsen, Erdgeschoss Putz, nicht original, Sockel Polygonmauerwerk, beide Obergeschosse orangeroter Klinker, Mittelrisalit über zwei Achsen mit aufwändigem Dacherker, Fenstereinfassungen mit Jugendstildekorationen, Walmdach, seitlich angeordnet Zugang zur ehemaligen Marienthaler Postfiliale, heute Laden, Fenster dem Vorbild nachempfunden. | 09230654 |
| Direkt Bild zu diesem Denkmal hochladen | Mietshaus in geschlossener Bebauung | Marienthaler Straße 101 (Karte)                                                            | 1889                                          | mit Ladeneinbau, markanter historisierender Bau aus der Spätgründerzeit mit vielteiliger Fassade, baugeschichtlich von Belang. | 09230657 |
| Direkt Bild zu diesem Denkmal hochladen | Mietshaus in Ecklage in offener Bebauung | Mörikestraße 4 (Karte)                                                                     | 1906                                          | aufwändig gestalteter Putzbau mit Laden von baugeschichtlichem und städtebaulichem Wert. Erdgeschoss großzügige Ladenzone mit dem Original nachempfundenen Schaufenstern mit schmalen gesprossten Oberlichtfenstern, der eine Ladenzugang nachträglich, an der Ecke weitere Ladentür mit aufwändiger Einfassung, profiliertes Gurtgesims, Erker in der anderen Straße ab 1. Obergeschoss auf polygonalem Grundriss mit Jugendstil-Putz-Stuck-Dekorationen ebenso um die Fenster Putz-Stuck-Dekorationen, aufwändige Fenstereinfassungen, ebenso Gurtgesims zwischen 1. und 2. Obergeschoss, Hausecke Eckrisalit, dieser viergeschossig mit Rundfenstern im 4. Obergeschoss, dieses als Zwillingsfenster ausgebildet mit Pyramidenstumpfdach abschließend, Putznutungen im Erdgeschoss, Glattputz in den Obergeschoss, Hauseingang giebelseitig mit aufwändiger Putz-Stuck-Dekorationseinfassung, leicht zurückversetzt, originale Haustür, zweiflügelig, Holz, mit Glaseinsätzen und Ziervergitterungen, Jugendstil, über dem Eingang zwei Pfauen sowie Blumengirlanden und weibliche Kopfdarstellungen, Medaillon, Lampe nachträglich, aber ursprünglich an gleicher Stelle. | 09230692 |
| Direkt Bild zu diesem Denkmal hochladen | Mietshaus in halboffener Bebauung in Ecklage, Teil eines Doppelmietshauses (mit Julius-Seifert-Straße 23, dieses kein Denkmal) | Mörikestraße 14 (Karte)                                                                    | 1913                                          | traditioneller zeittypischer Putzbau mit Erker, von städtebaulichem Wert. 4 × 1 × 3 Achsen, polygonale Eckausbildung mit polygonalem Erker ab 1. Obergeschoss in dreigeschossigen Dachraum hineinreichend mit Glockenhelm, Mansarddach mit Biberschwanzkronendeckung, Fassade Putz mit wenigen Putz-Stuck-Dekorationen, Fenster dem Original nachempfunden mit sprossengeteiltem Oberlicht, ansonsten sehr schlicht. | 09230693 |
| Direkt Bild zu diesem Denkmal hochladen | Segelflugzeug | Reichenbacher Straße 131 (Karte)                                                           | 1959–1960 (Segelflugzeug)                     | abgesehen von wenigen, der durchgängigen Nutzung und der Herstellung der Flugtauglichkeit nach den Vorgaben des Luftfahrt-Bundesamtes geschuldeten Veränderungen, sehr authentisch erhaltenes Zeugnis der Geschichte des Segelflugzeugbaus in der DDR, technikgeschichtlich von Bedeutung, zudem als eines der wenigen überhaupt erhaltenen und als einziges flugfähiges Segelflugzeug dieses Typs von Seltenheitswert und großem Anschauungs- und Erlebniswert. Zur Konstruktion: – freitragender Mitteldecker in Holzbauweise, – für Winden- und Flugzeugschlepp (Kiel- bzw. Bugfesselung) geeignet, – Rumpf in Spant-Stringer-Konstruktion, sperrholzbeplankt, Tragwerk und Leitwerk z. T. auch stoffbespannt (z. B. Ruder), – Haube aus Plexiglas zum Aufklappen, im Notfall durch Hebelbetätigung abwerfbar, – Bugkappe mit Öffnungen für Druckabnahme sowie für Flugzeugschlepp, – zweiteiliges Tragwerk, zwei Flügel mit einer Gesamt-Spannweite von 16,5 m, zwecks Transport demontierbar, zur Flügelmontage werden die Flügelholme auf beiden Seiten des Rumpfes in eine durchgehende Holmbrücke gesteckt und mittels eines zentralen Sicherungsbolzens fixiert (Einbolzen-Schnellkupplung), der Anschluss der Ruder- und Bremsklappenanschlüsse erfolgt dabei selbsttätig, – Das 16,5-m-Tragwerk gegen ein 15-m-Tragwerk austauschbar, um Einsatz in der Standardklasse zu ermöglichen. – Leitwerk am Heck, Höhenleitwerksflächen für den Transport des Flugzeugs hochklappbar, darunter Heckkufe, – Steuerung mittels Steuerknüppel und Pedalen, Übertragung der Querruder- und Bremsklappensteuerung im Rumpf über Stahlseile, im Tragwerk über Stoßstangen, – Instrumentierung ursprünglich aus Fahrt- und Höhenmesser, Fein- und Grobvariometer, Kompass undelektrischem Wendezeiger bestehend, zur Zeit ausgebaut – Verbesserung der Flugeigenschaften durch einen 19 cm kürzeren (andere Quelle sagt 20 cm), reibungsarmen Rumpf im Unterschied zum Vorgängermodell Lom-57 – Bei der Verkürzung des Rumpfvorteils für die Lom-57/I (DM-2573) wurde die oben angebrachte Abdeckung bis nach vorn verlängert und aus Glasfaserlaminat hergestellt, dadurch entfiel die bisher verwendete Bugkappe mit ihren Störstellen und zum Flugzeugschlepp diente jetzt eine Kupplung wie an der Kielfesselung, aber ohne Selbstauslösung. Diese Kupplung wurde oberhalb der Bugkufe angeordnet und machte damit die vordere Öffnung in der Bugkappe überflüssig. Im Interesse besserer Übersichtlichkeit wurde das Instrumentenbrett kleiner, formschöner und ohne Metallteile ausgebildet. – Zusätzlich konnte nun auch eine Teilradverkleidung aus Glasfaserlaminat angebracht werden. – Flugzeug eignet sich für einen engen und langsamen Kurvenflug in schwacher Thermik, jedoch schwache Bremsen – Geräumiger Führersitz – Verdicktes Flügelprofil Gö 549 Zur Produktions- und Objektgeschichte: 1954 Beginn des Segelflugzeugbaus in Lommatzsch in der ehem. Glashütte, zunächst Fertigung nach Entwürfen des VEB Waggonbau Gotha, mit der „Libelle“ ab 1955 Entwicklung eines ersten eigenen Segelfliegers, dabei gehört die vorliegende „Libelle“ der Baureihe Lom-57/I (DM-2573), – zunächst Fertigung von drei Prototypen zwischen 1956 und 1958 (Bezeichnungen Lom 55 V-1/V-2/V-3 Libelle) unter Leitung von Heinz Rossig, – aufgrund schlechter Ergebnisse Übernahme der Weiterentwicklung durch das „Entwicklerkollektiv“ Hans Hartung, Hans Wegerich und Wilhelm Zimmermann des VEB Flugzeugwerft Dresden, Apparatebau Lommatzsch, aufgrund der erfolgreichen Konstruktion der neuen Libelle-Baureihen erhielten diese eine Auszeichnung als „Aktivisten der sozialistischen Arbeit“, – Baureihenfertigung Lom-57/I Libelle von Juni 1959–1960 (Ende der Produktion), elf Stück produziert, Export von drei Libellen nach Dänemark, Polen und Österreich – es existieren nur noch vier Stück dieser Bauart und dieses soll das einzige flugfähige sein. Zur Authentizität: Die hier vorliegende Libelle Lom-57I ist in der Konstruktion authentisch erhalten, weist jedoch Veränderungen auf die sich nach den Richtlinien/Vorgaben des Luftfahrt-Bundesamtes richten, die der Herstellung der Flugtauglichkeit dienen. Diese betreffen die Steuerung (Erneuerung der Steuerungsseile), die Erneuerung der Lackierung und den Ersatz der Leimung. Das Instrumentenbrett soll mit modernen Messinstrumenten versehen werden. | 09306614 |
| Direkt Bild zu diesem Denkmal hochladen | Mietshaus in geschlossener Bebauung | Werdauer Straße 31 (Karte)                                                                 | 1897                                          | mit Ladeneinbau, baugeschichtlich von Bedeutung. | 09231014 |
| Direkt Bild zu diesem Denkmal hochladen | Villa | Werdauer Straße 38a (Karte)                                                                | 1909                                          | ehemalige Fabrikantenvilla von baukünstlerischem Wert. schlichter Putzbau, zweigeschossig über rechteckigem Grundriss mit halbrunden Vorwölbungen und polygonalen und halbrunden Erkern, aufwändige Putz-Stuck-Dekorationen am Giebel, Giebeldreieck mit Schindeln belegt, Schwebegiebel, im Inneren qualitätvolles Treppenhaus mit Holzgeländer, zweiläufige Treppe, Bleiglasfenster im Treppenhaus im Zeitgeschmack, Türen weitgehend original, keine Stuckdecken. | 09231614 |
| Direkt Bild zu diesem Denkmal hochladen | Mietshaus in Ecklage | Werdauer Straße 39 (Karte)                                                                 | um 1900                                       | | 09231838 |
| Direkt Bild zu diesem Denkmal hochladen | Mietshaus in geschlossener Bebauung | Werdauer Straße 40 (Karte)                                                                 | 1899                                          | mit Laden, markanter Klinkerbau von baugeschichtlichem und städtebaulichem Wert. breit gelagert, viergeschossig, sechs Achsen, Seitenrisalit – dort Laden, Ladenfront verändert, Putzquaderung im Erdgeschoss, Obergeschoss gelber Klinker mit grün und dunkelrot glasierten Ziegeln dekoriert u. a. Binderschichten sowie Blumendekorationen, Putz-Stuck- oder Kunststeindekorationen an den Fensterbrüstungen zwischen 1. und 2. Obergeschoss, Fenster alle erneuert. | 09231018 |
| Direkt Bild zu diesem Denkmal hochladen | Mietshaus in geschlossener Bebauung | Werdauer Straße 44 (Karte)                                                                 | 1900                                          | zeittypischer Klinkerbau in gutem Originalzustand von städtebaulichem Wert. viergeschossig, sechs Achsen, zweiachsiger Mittelrisalit, Bossenquaderung geputzt, Sockel seitlich, Toreinfahrt mit originalem Tor, Rechteckfenster, sechs Achsen, 1. und 2. Obergeschoss betont durch waagerechte Fensterverdachungen bzw. Dreieckgiebel oder Segmentbogenverdachung. | 09231020 |
| Direkt Bild zu diesem Denkmal hochladen | Mietshaus in geschlossener Bebauung | Werdauer Straße 46 (Karte)                                                                 | 1899                                          | zeittypischer Klinkerbau von städtebaulichem Wert. relativ einfacher, zeittypisch gegliederter Klinkerbau, orangeroter Klinker, Werksteindekorationen, Mittelrisalit mit Quaderung, Pilastern, Bossenquader im Sockelbereich, aber alles Kunststein, Fenster mit sprossengeteilten Oberlichtern, waagerechten Fensterverdachungen, originaler Haustür, Dachbereich erneuert. | 09231021 |
| Direkt Bild zu diesem Denkmal hochladen | Mietshaus in Ecklage in geschlossener Bebauung, Teil eines Doppelwohnhauses (zugehörig Fröbelstr. 14) | Werdauer Straße 48 (Karte)                                                                 | 1899                                          | mit Laden, markantes Gebäude mit weiß glasierten Ziegeln von städtebaulichem und baugeschichtlichem Wert, baulich leicht verändert. viergeschossig, teilweise dreigeschossig, polygonale Eckausbildung mit Laden als Risalit, Erdgeschoss Putz verändert, Obergeschoss weiß glasierte Ziegel mit dunkelrot glasierten Ziegeln dekoriert, relativ schlichte Gestaltung, im Dachbereich verändert, ebenso der Putz und die Fenster, wichtig vor allem aus städtebaulichem Gründen. | 09231022 |
| Direkt Bild zu diesem Denkmal hochladen | Mietshaus in geschlossener Bebauung | Werdauer Straße 49 (Karte)                                                                 | 1897                                          | mit Laden in Ecklage, repräsentativer Klinkerbau von großem städtebaulichen sowie baugeschichtlichen Wert. viergeschossiger Bau mit polygonaler Eckausbildung, Sockel verändert ebenso Putzfärbung, originale Haustür, Obergeschosse roter Klinker mit Putzflächen, waagerechten Fensterverdachungen sowie Dreieckgiebelverdachungen, ursprünglicher Schieferdeckung, Ecke überhöht, Erker an der Ecke nicht mehr vorhanden, ansonsten auch leicht vereinfacht aber von großem städtebaulichem Wert. | 09231023 |
| Direkt Bild zu diesem Denkmal hochladen | Mietshaus in halboffener Bebauung, Teil eines Doppelmietshauses (zugehörig Nr. 59) | Werdauer Straße 57 (Karte)                                                                 | 1898                                          | zeittypischer Putzbau von städtebaulicher Bedeutung. dreigeschossig, sechs Achsen, Erdgeschoss Putznutung, Sockel Polygonmauerwerk, Obergeschosse Glattputz, profiliertes Gurtgesims, zeittypische Fensterverdachungen und Putz-Stuck-Dekorationen unter den Verdachungen und unter den Sohlbänken, Mansarddach, zweiachsiger Dacherker. | 09231024 |
| Direkt Bild zu diesem Denkmal hochladen | Mietshaus in halboffener Bebauung, Teil eines Doppelmietshauses (zugehörig Nr. 57) | Werdauer Straße 59 (Karte)                                                                 | 1899                                          | zeittypischer, leicht vereinfachter Putzbau von städtebaulichem Wert. ähnliche Gestaltung wie das Nachbarhaus, Putz nicht dem Original entsprechend, gleiche Gestaltungselemente. | 09231025 |
| Weitere Bilder                          | Einzeldenkmale der Sachgesamtheit Infanteriekaserne: Stabsgebäude (Haus 2), vier Mannschaftshäuser (Ostkaserne/Haus 1, Westkaserne/Haus 3, Haus 4 und Haus 5), Verheirateten-Wohngebäude (später Familienhaus, Haus 7) und Kammergebäude (Haus 8) (siehe auch Sachgesamtheit 09231027) | Werdauer Straße 62 (Karte)                                                                 | 1882 (Ost- und Westkaserne)                   | heute Verwaltungszentrum der Stadt Zwickau, geschlossen erhaltener Kasernenkomplex von großer orts-, militär- und baugeschichtlichen Bedeutung. | 09304815 |
| Weitere Bilder                          | Sachgesamtheit Infanteriekaserne mit folgenden Einzeldenkmalen: dem Stabs-Gebäude (Haus 2), vier Mannschaftshäusern (Ostkaserne Haus 1, Westkaserne Haus 3, Haus 4 und Haus 5), dem Verheirateten-Wohngebäude (später Familienhaus, Haus 7) und dem Kammergebäude (Haus 8), alle straßenbegleitend (siehe auch Einzeldenkmale 09304815, gleiche Anschrift), des Weiteren mit dem Offizierskasino, später Beamtenheim (heute Ärztehaus), dem Feldfahrzeuggebäude (Haus 9), Kasernenhöfe (neu gestaltete Freiflächen), Böschungsmauern, ((Aussichtsfläche mit Böschungsmauer und Einfriedung)) sowie vier weiteren an der Hegelstraße gelegenen Kasernenbauten (auf Plan von 1900 als Baracken bezeichnet, also Soldatenunterkünften/Mannschaftshäuser) (alles Sachgesamtheitsteile), dazu gärtnerische Anlage vor den Kasernenbauten an der Werdauer Straße (Gartendenkmal) | Werdauer Straße 62; 66 (Karte)                                                             | 1882–1885                                     | Komplex heute Verwaltungszentrum der Stadt Zwickau, bis auf Ärztehaus zu Büro- und Verwaltungsgebäuden umgenutzt, geschlossen erhaltener, in zwei Bauetappen entstandener Komplex mit original erhaltenen Fassaden, von großer orts-, militär- und baugeschichtlicher Bedeutung [Störelement: Haus 9a, Haus 6a]. 1. Bauabschnitt: 1880 Grundstückserwerb für den Bau einer Kaserne durch das sächsische Kriegsministerium III. Abt. (Kostenvoranschlag vom 30. November 1880): · 66 460 m² Areal von Stadtgemeinde Zwickau für 92 000 M · 5 960 m² Areal nebst darauf stehenden Gebäuden von Oeconomie Kommissar Friedrich Wilhelm Pilz für 60 000 M Die Grundstücke wurden für die Errichtung eines „Kasernements“ und eines „Garnisonslazaretts“ erworben. Der Kaufvertrag wurde mit Friedrich Wilhelm Pilz am 29.04.1881 über die genannte Summe abgeschlossen. Es handelte sich um die Flurstücke 1560 und 1560c, Brandkataster Abt. C – 41R u. C. sowie Abt. VII Nummer 129 und 128. Am 16.09.1880 hatte Pilz bereits das Flurstück 1560b an die Stadtgemeinde verkauft gehabt. Am 14. April 1881 wird der Grundstückskaufvertrag zwischen der Stadtgemeinde und dem Kriegsministerium abgeschlossen. Verkauft wurden Folio 1858, 1081, 1085, 1078 des Grundstücks- und Hypothekenbuches für Zwickau – Flurstücke: 1632, 1564, 1565, 1561. Die Parzelle 1632 wird geteilt in 1632 und 1632a. Auf den Flurstücken 1552, 15554, 1555b, 1561, 1564, 1565 und 1632 befanden sich vorwiegend Felder (Flurstücke 1552 und 1554 auch Wiesen). Plan der Kasernierung des 9. Infanterieregiments Nummer 133 (1. September 1881): 5 Wohnungen für Stabsoffiziere, 13 Wohnungen für Hauptleute, 40 Wohnungen für Leutnants, 6 Wohnungen für Ärzte, 12 Wohnungen für Feldwebel usw. Die Kaserne war geplant für die Unterbringung von 1618 Mann und 24 Offiziere. Es waren u. a. vorgesehen: 12 Schlafsäle à 125 Mann = 1 500 Mann gesamt, 1 Geschäftszimmer für das Regiment, 3 Geschäftszimmer für 3 Bataillone, 12 Geschäftszimmer für 12 Kompanien, 1 Wachstube, 8 Arrestzellen, 2 Offiziersunterkünfte, 1 Waschküche, 1 Rollkammer, 54 Latrinen oder Klosetts, 6 Aufbewahrungsräume für Garnison/Verwaltung, 3 Schutzräume pro Bataillon, 1 Kochküche für Offizierskasino, 1 Kochküche für Unteroffiziere, 3 Kochküchen für 3 Bataillone sowie je 1 Aufenthaltsraum, 2 Kochküchen für Chargen, 3 Unteroffiziersregimentszimmer pro Bataillon, 3 Mannschaftsregimentsstuben pro Bataillon, 12 Mannschafts-Wachstuben pro Bataillon usw. Grundstücks- und Gebäudebestand 1881: 1. Werkstättengebäude (Nebengebäude vormals Pilz) nordwestlich der Stadt, nördlich der Werdauer Straße, 2. Geräteschuppen: östliche Grenze des Pilzschen Grundstücks nördlich der Werdauer Straße, (April 1881) weiterhin 1881 vorhanden: 1. Interimsgarnisonslazarett (Hauptgebäude des Pilzschen Grundstücks), 2. Leichenhalle östliche Grenze nördlich der Werdauer Straße, 3. Brunnen in der Mitte des Grundstücks, 4. Einfriedung, 5. Badeanstalt und Waschhaus nordwestlich der Stadt, nördlich der Werdauer Straße, nördlich des Werkstättengebäudes, 6. Aschegrube, 7. Beschleusung. Gebäudebestand 1883: 1. Offizierskasino mit Oeconomen-Wohnung, 2. 21 Verheiratetenwohnungen im Hauptgebäude, im Hauptgebäude 8 Arrestzellen, Hauptgebäude vermutlich Ende 1883 fertig gestellt (Laut Schreiben vom 29. Oktober 1883 wäre das Hauptgebäude „unter Dach gebracht“), 3. 1 Arresthaus mit 23 Arresten, 4. verschiedene Schuppen, Stallgebäude usw., 5. Unteroffizierskasino, 6. Putzräume, 1883 Vertragsabschluss zur Lieferung der Gasbeleuchtung für Offiziers- und Unteroffizierskasino. Belegungsplan Dezember 1883: 1. Hauptgebäude (Ost-Kaserne, West-Kaserne, Verheirateten-Wohngebäude), 2. Stallgebäude, 3. Arrestbau. Das Lazarett (später Bergbaupoliklinik, heute Hauptgebäude der Paracelsusklinik) war 1884 geplant. Es sollte auf der Parzelle 1555b errichtet werden. Vermutlich wurde das Lazarett noch im gleichen Jahr fertig gestellt. Die Bauzeichnungen für das Lazarett wurden 1884 zur Genehmigung eingereicht. Die Kaserne war offensichtlich seit 1884 in Betrieb. Laut eines Baugutachtens vom Februar 1885 waren die Arbeiten an der Kasernenanlage abgeschlossen. Im Bau befanden sich noch die Außenanlagen – Hof und Gestaltung des Aufgangs. Baubestand des Kasernements 1886: 1. Hauptgebäude, 2. Stallgebäude mit Schuppen und Düngergrube, 3. Arrestgebäude, 4. Holz- und Kohleschuppen, 5. Geräteschuppen, 6. verschiedene Gruben – u. a. Düngergruben Aschegruben, Süvergrube, Kehrichtgruben, 7. vier Brunnen, 8. Einfriedungsmauern und Nebenanlagen, 9. Futtermauern an Barackenstraße, 10. Auffahrtsrampe an Werdauer Straße und zugehörige Futtermauern, Bauplanung, Bauleitung, Bauleistungen: · Aufsichtsführender Offizier Ingenieur Hauptmann Seyfert, · Bauassessor Sergeant Albert Moritz Scheibe I (geb. 29. November 1851 in Dresden), vormals Stallmeister der Garnison Dresden, seit 1882 zum überzähligen Vizefeldwebel befördert, · Bauentwürfe Baumeister Haenel, Oswald Joh. Samuel und Adam, Bruno („Haenel & Adam Bureau für Architektur und Bauausführung Dresden Eliasplatz 2“), Baupläne nicht im Staatsarchiv vorhanden, für Zeichnungen wurden an die Architekten 9.750 M am 19. April 1882 ausgezahlt, · Bauausführung Consortium Baumeister Helm und Friese aus Dresden, Auftragserteilung Mai 1882 – Hauptauftragnehmer, gesamte Bauausführung bis zum Abschluss der Baumaßnahmen. · Ausführung Gas- und Wasserleitungsanlage Firma Gebrüder Barnewitz Dresden, · Herstellung Luftheizungsanlage Ingenieur Ernst Kelling Dresden, April 1882, · Herstellung Closettanlagen Ingenieur Röber Dresden, April 1882, · Rollos für Kaserne lieferte die Manufaktur Leinen & Baumwoll Waaren und gedruckte Stoffe, 22. August 1883, · Glockenanlage im Offizierskasino 1884 der Firma Zwickauer Maschinenfabrik Wendt, · Nivellement durch Jähkel aus Zwickau, Gartenanlage Offizierskasino: Kostenvoranschlag 1885, 160 Stück Linden, Eichen, Kastanien und Akazien (?), 400 Stück Sträucher, 40 Koniferen. 1. Juli 1885 feierliche Übergabe der Kaserne an das Königlich Sächsische 9. Regiment Nummer 133. In der Nacht vom 29. zum 30. April 1897 vernichtete ein Großbrand alle Dächer, Dachaufbauten und Holzbalkendecken der Kaserne. Die Außenmauern blieben jedoch nahezu unversehrt erhalten. Bereits im November 1898 wurde mit dem Wiederaufbau begonnen. Aus der ursprünglich vorhandenen geschlossenen Dreiflügelanlage entfernte man zwischen den heutigen Häusern 1, 2 und 3 zwei Gebäudeteile, so dass drei Einzelgebäude mit Verbindung im Erdgeschossbereich entstanden. Die Häuser 1 und 7 wurden sogar komplett voneinander getrennt. Diese Maßnahmen dienten zur Schaffung von Brandabschnitten und somit zur Verminderung eines künftigen Brandüberschlages der einzelnen Gebäude untereinander. 2. Bauabschnitt: Da der Garnisonsstandort Zwickau stetig ausgebaut wurde, zeichnete sich recht bald ab, dass die Kapazität der bestehenden Kaserne nicht mehr ausreichte. So entschloss man sich 1899 im Zuge des Wiederaufbaues die bestehende Anlage zu erweitern. Der Erweiterungsbau umfasst die Häuser 4, 5, und 8, die sich durch ihre Klinkerverkleidung eindeutig von den älteren Putzbauten abheben. Alle Gebäude wurden um einen großen rechteckigen Innenhof angeordnet, dabei handelt es sich z. T. um freistehende oder durch Zwischenbauten miteinander verbundene Gebäude, in der Mitte der Anlage befanden sich die Exerzierhalle und der Feldfahrzeugschuppen. Dem Hauptgebäude vorgelagert wurde eine Grünanlage mit Auffahrt und Aussichtsplattform, die den repräsentativen Anspruch der Anlage unterstützt. 1919 wird die Zwickauer Garnison im Rahmen der Demilitarisierung nach dem Ersten Weltkrieg aufgelöst. Es ziehen Dienststellen der Landespolizei Sachsen bzw. die Polizeidirektion Zwickau ein. Zudem erfolgt auch eine Nutzung durch Firmen bzw. zu Wohnzwecken. Ab 1936 findet wieder eine militärische Nutzung statt. Es etablieren sich die Heeresstandortverwaltung der Wehrmacht sowie das II. Bataillon des Infanterie-Regiments Nummer 31. 1945 wird die Kaserne auf Befehl der sowjetischen Besatzungsmacht als ehem. Wehrmachtseinrichtung zur Demontage frei gegeben. Das gewonnene Baumaterial soll zur Errichtung von Neubauernhöfen verwendet werden. Mit den Abbrucharbeiten wurde mit der Exerzierhalle und den Stallungen begonnen. Im Sommer 1948 konnte die Stadt Zwickau den Abbruch stoppen und die Freigabe der Kaserne für die Wohnnutzung erreichen. Es wurden Unterkünfte für Wismutarbeiter geschaffen. Unter Einbeziehung des ehem. Offizierskasinos und dem Lazarett entstand die Bergbaupoliklinik der SVK Wismut. Ab 1954 Unterbringung von Einheiten der Bereitschaftspolizei. Ab 1963 wieder militärische Nutzung. Reserveausbildungsregiment 5 der NVA, Unteroffiziersschule „Paul Fröhlich“, Hochschulreifeeinrichtung der Offiziershochschule „Ernst Thälmann“ Löbau und Panzerjägerabteilung „Georg Schwarz“. 1991 Auflösung der Kaserne als Militärobjekt 1998/99 Umbau zum Verwaltungszentrum der Stadt Zwickau. (Quelle: Stadtarchiv der Stadt Zwickau) Haus 1: ehemalige Ost-Kaserne, über winkelförmigem Grundriss, östlich von Haus 2 angeordnet, Hofansicht: dreigeschossiger breit gelagert Putzbau, Glattputz, Sockel Polygonmauerwerk (teilweise Schiefer, Grünstein, Sandstein, Granit u. a. Sedimentgestein, teilweise Bossenquader, teils Sandstein), Gurtgesims profiliert, halbrunder Treppenturm mit Eingang, Türportal mit waagerechtem Gebälk, dort auch Fenster mit waagerechter Verdachung, ansonsten schlichte Fenstereinfassung, Walmdach, nachträglicher Fahrstuhlanbau, zwei Seitenrisalite, ein Mittelrisalit in der Kopernikusstraße, am Giebel bezeichnet 1899. Haus 2: ehemals Stabsgebäude, repräsentative Gestaltung, Hofansicht: dreigeschossig, profiliertes Gurt- und Kranzgesims, Natursteinfenstereinfassung der Fensteröffnungen, Sockel Polygonmauerwerk, ehemalige Tordurchfahrt (mittig angeordneter Haupteingang) heute mit großer Glastür, Außenansicht: repräsentativ ausgebildete Fassade mit Mittelrisalit und Seitenrisaliten, Eingangsportal mit Sandsteinbossen eingefasst, darüber im 1. Obergeschoss ehem. schmaler Austritt, heute nicht mehr begehbar, Sockel Polygonmauerwerk, dreigeschossig, Putzfassade, Walmdach, Dachbereich vereinfacht und leicht verändert. Haus 3: ehemals West-Kaserne, westlich von Haus 2 angeordnet, über winkelförmigem Grundriss, dreigeschossig, Hofansicht: identisch Haus 1, Ecke schräg ausgebildet, halbrunder Treppenturm, Außenansicht: ähnliche Gestaltung wie Haus 1, ebenfalls Putzbau, regelmäßig angeordnete Rechteckfenster, Walmdach, an Dachbekrönung bezeichnet 1900. Haus 4: ehemals Mannschaftshaus, nordwestlich der Anlage befindlich, dreigeschossig, Sockelgeschoss Polygonmauerwerk, Fassade mit orangegelben Klinkerverblendern verkleidet und dekoriert durch doppelte Binderschichten aus dunkelroten glasierten Ziegeln, auch die Ausgleichsbögen über den Fenstern bestehen teilweise aus roten Klinkern, Eingang repräsentativ gestaltet mit waagerechter Verdachung über Konsolsteinen, Kellerfenster geschützt durch aufgearbeitete historische Eisengitter, Fassade gegliedert durch paarweise angeordnete Rechteck- bzw. Rundbogenfenster mit Sandsteineinfassungen. Außenansicht: breit gelagert, dreigeschossig teilweise zweigeschossig (durch Hanglage), ähnliche Gestaltung wie die Hofansicht, Seiten- und Mittelrisalit, Mittelrisalit repräsentativ ausgebildet mit Blendgiebeln und Balustrade, teilweise Rundfenster in den Giebeln, Zahnschnittfries im Traufbereich, Blendgiebel alle mit schmiedeeisernen Bekrönungen. Haus 5: ehemals Mannschaftshaus, im Nordosten der Anlage über winkelförmigem Grundriss, ähnliche Gestaltung wie Haus 4 aber zweigeschossig, orangegelber Klinker mit roten Klinkerbändern, Eingang repräsentativ gestaltet mit waagerechter Verdachung über Konsolsteinen, Eckgebäude, kürzere Fassade an der Industriestraße mit zwei Seitenrisaliten, davon ein Seitenrisalit repräsentativ ausgebildet mit hohem Sockelgeschoss, Kellerfenster ebenfalls teilweise mit originalen Gittern versehen, unterschiedliche Stockwerksanzahl bedingt durch Hanglage. Haus 6: eingeschossiger Putzbau über rechteckigem Grundriss mit Klinkersockel, breit gelagert, Krüppelwalmdach, über dem Eingangsbereich Gaube mit Zierfachwerk, ebenfalls mit Schleppdach, Haus modernisiert mit nicht denkmalgerechten Fenstern, baulich überformt aber Bestandteil der Sachgesamtheit. Haus 6a: Störelement Haus 7: ehemals Familienhaus, im Osten der Anlage an der Kopernikusstraße stehend, breit gelagerter Putzbau über rechteckigem Grundriss, ursprünglich vollflächig an die Ost-Kaserne anschließend, nach dem Brand freigestellt, Hofansicht: dreigeschossig mit hohem Sockelgeschoss, dieses mit unterschiedlich farbigen Natursteinen verblendet (Polygonmauerwerk), Ecken durch bossierte Sandsteinquader betont, Obergeschoss Putz, Gurtgesims profiliert, Treppenhaus vorspringend mit Natursteineinfassung und waagerechter Verdachung des Hauseingangs, ein Treppenhausfenster weist ebenfalls eine waagerechte Verdachung auf, profiliertes Kranzgesims, Walmdach, Straßenansicht: dreigeschossig, stockwerkhohes Sockelgeschoss mit Polygonmauerwerk verkleidet, zwei Seitenrisalite jeweils zweiachsig mit Bossenquaderung, im Sockelbereich Diamantquaderung, Fenster teilweise zu Zwillingsfenstern zusammengefasst. Haus 8: ehemals Kammergebäude, im Osten der Anlage an der Kopernikusstraße stehend, dreigeschossiger Klinkerbau (gelber Klinker) über rechteckigem Grundriss, Sockel Polygonmauerwerk, gleiche Gestaltung wie Haus 4 und Haus 5, Segmentbogenfenster, alle Seiten des Hauses mit schmalen Mittelrisaliten, seitlich Eingang mit waagerechter Verdachung, kräftig hervortretendes verkröpftes Gurtgesims aus Sandstein, auch Fassadengliederungselemente aus Sandstein, Blendgiebel mit Bekrönung, Gebäude bezeichnet 1903. Haus 9: ehemaliges Feldfahrzeuggebäude, ursprünglich eingeschossig, heute Bürogebäude mit Stadtratssaal, baulich stark überformtes Gebäude, im Innenhof der Kaserne als querstehender Riegel stehend, zweigeschossig, breit gelagert, Satteldach. Haus 9a: nachträglicher Anbau an das Feldfahrzeuggebäude, errichtet um 1970/80, ohne Denkmalwert, nicht Bestandteil der Sachgesamtheit. Werdauer Straße 66: Ehemaliges Beamtenheim, heute Ärztehaus der Paracelsusklinik: im Westen der Anlage, heute zur Paracelsusklinik gehörend, nicht Bestandteil des Behördenzentrums, ursprünglich als Offizierskasino errichtet, baulich leicht überformt und vereinfacht, auf rechteckigem Grundriss, zweigeschossig, Rechteckfenster in regelmäßiger Anordnung, Gurtgesims, Kopfbau mit Diamantquaderung an den Ecken, Walmdach. Kasernenhof: die gestaltete Grünanlage (Freifläche) ist nicht Bestandteil der Sachgesamtheit, weil sie nicht im Zusammenhang mit der Kaserne entstand. Durch ihre Integration in das ehem. Kasernengelände sind jedoch Fragen des Umgebungsschutzes von Kulturdenkmalen zu beachten. Gestaltete Grünanlage vor Haus 2 sowie Freiflächengestaltung bzw. städtebauliche Gestaltungselemente: - zwischen Haus 7 und Haus 1 Böschungsmauer mit Polygonmauerwerk und halbrunden Abdeckplatten, teilweise Grünstein, - vor Haus 1, 2 und 3 Böschungsmauern zum Geländeausgleich ebenfalls Polygonmauerwerk aus verschiedenen Natursteinen mit Eisengeländer, - Grünanlage Haus 1, 2 und 3 vorgelagert mit Böschungsmauern, teilweise bastionsartig vorspringend, ebenfalls Polygonmauerwerk, alter Baumbestand, - zwischen Haus 1 und Haus 2 eingeschossiger Zwischenbau: nach dem Brand wurden Hausteile bis auf ein Stockwerk zurückgebaut, um auf diese Weise das Übergreifen eines Brandes in Zukunft zu vermeiden, - zwischen Haus 2 und Haus 3 Böschungsmauer, ebenfalls Polygonmauerwerk mit Kellerfenstern, ursprünglich dreigeschossiger Hausteil, der aus Brandschutzgründen abgebrochen wurde, Haus 6a und 9a sind keine Bestandteile der Sachgesamtheit, hier sind wie bei der Grünanlage Fragen des Umgebungsschutzes von Kulturdenkmalen zu beachten, | 09231027 |
| Weitere Bilder                          | Schule sowie Sonnenuhr vor dem Internat | Werdauer Straße 70 (Karte)                                                                 | 1927                                          | repräsentative Beispiele von architekturhistorischer Bedeutung. Internat: langgestreckter, zweigeschossiger Bau mit Natursteinsockel, halbrundem Treppenhausvorbau mit großen schmalen Fenstern über die gesamte Treppenhausfläche, darüber Balkon, gewendelte Treppe, Rechteckfenster in regelmäßiger Anordnung mit Einfassung, Walmdach, Gauben ebenfalls mit Walmdach, Ziergitter ebenfalls aus den 1950er-Jahren, charakteristischer Bau aus den 1950er-Jahren, sehr gutes Beispiel für diese Bauzeit, sehr guter Originalzustand. Schule: nach Entwurf des Chemnitzer Architekten Kurt am Ende, Originalzustand überliefert, zweigeschossig über rechteckigem Grundriss, interessante Kombination unterschiedlicher Materialien, mittiger Teil der Fassade Vorder- und Rückseite jeweils doppelt gebrannter Klinker, teilweise diagonaler Zierverband, goldene Inschrift: „Landwirtschaftliche Schule“ flankiert von Bauteilen in Naturstein in regelmäßigem Schichtmauerwerk allerdings unterschiedlicher Natursteinformate, abgeschlossen mit Walmdach mit Schieferdeckung, interessanter mittig angeordneter Gaube, die Dachreiter mit Welscher Haube, weiterhin Ochsenaugen als Gauben und Gruppen von Gauben mittig angeordnet, gedrungene schlankere Rechteckfenster, mehrflügelig, sprossengeteilt, Sonnenuhr: im Bereich vor der Landwirtschaftsschule Sonnenuhr, schmiedeeisern auf Sockel aus Naturstein, möglicherweise in den 1950er Jahren zeitgleich mit dem Internat geschaffen. | 09231028 |
| Weitere Bilder                          | Berufsschule mit einem Wandbild sowie Plastik eines Bauarbeiters in der umgebenden Grünanlage einschließlich Zufahrtstor, Stützmauern und Terrassierung | Werdauer Straße 72 (Karte)                                                                 | 1938                                          | Baukomplex von baugeschichtlicher, sozialgeschichtlicher und städtebaulicher Bedeutung. in zwei Bauphasen errichteter Gebäudekomplex, erster Gebäudekomplex 1938, zur Werdauer Straße stehende zweigeschossige Flügel, Zwischenbau, anschließend ein zweigeschossiges Gebäude sowie die Turnhalle aus der Zeit von 1957, Hauptgebäude: traufständig zur Werdauer Straße, zweigeschossig, daran anschließend Zwischenbau eingeschossig mit Spindanlagen und Klassenzimmern, dem querliegend auf geschweiftem und gebogenem Grundriss der zweigeschossige Schulbau aus den 1950er-Jahren, an diesen anschließend die Turnhalle mit Waschraum, an der anderen Seite des Gebäudes wieder Querriegel mit Treppenanlage und Sgraffito, ebenfalls zweigeschossig, insgesamt drei Treppenhäuser, im alten Teil eine zweiläufige Treppenanlage und in den neuen Teilen zwei dreiläufige Treppenanlagen, im gesamten Komplex alle Türen original, alle Treppengeländer, Fußbodenbeläge original aus der jeweiligen Bauzeit erhalten, auf den Sgraffito Darstellungen der verschiedensten Baugewerke: Maler, Glaser, Verputzer, Innenbeschreibung: sehr guter Originalzustand, u. a. Terrazzoböden und Treppen, im alten Teil zweiläufige Treppenanlage, im neueren Teil ebenfalls dreiläufige Treppe mit den Originalgittern aus den 1950er-Jahren, Zwischenbau: eingeschossig, dort alte Holzspinde aus den 1930er-Jahren im Original erhalten, Beide Gebäude sind stilistisch sehr ähnlich. Der Architekt hat in den 1950er-Jahren die Gestaltung des Ursprungsbaus wieder aufgegriffen. Der neue Gebäudekomplex ist auf gebogenem Grundriss, auch hier Holzspinde und Türen aus den 1950er-Jahren, Fenster dem Original nachempfunden. An gebogenem Flügel wiederum schließt ein Querriegel an. In diesem Querriegel wieder dreiläufige Treppenanlage mit Sgraffito aus den 1950er-Jahren mit Darstellung des Bauhandwerks von Bauwerken verschiedenster Stilepochen, Außenbeschreibung: Ältester Bauteil: zweigeschossig über rechteckigem Grundriss, Sockel Theumaer Schiefer, in der Mitte der Traufseite Eingang mit segmentbogenförmigem Abschluss und profilierter Einfassung, ebenso Natursteineinfassung der Fenster, annähernd quadratische Fensterformate, fünf Achsen, zum Eingang Treppe, einläufig mit Brüstungsmauern, Walmdach, Schieferdeckung, zwei Gauben, ebenfalls Walmdach, anschließend eingeschossiger Bau gleicher Gestaltung, ebenfalls Reihung von Rechteckfenstern, mehrflügelig, Sockel Theumaer Schiefer, anschließender Bau zweigeschossiger Putzbau ebenfalls Rechteckfenster, immer zwei Fenster als Gruppe zusammengefasst, Schieferdach mit kleinen Gauben mit Walmdach, abschließender Querflügel zweigeschossig mit Satteldach, mit versetztem Eingang, Türen zurückversetzt, Eingangsvorbau, im 1. Obergeschoss als Balkon ausgebildet, Gitter aus der Erbauungszeit, Türen ebenfalls aus der Erbauungszeit, Schieferdeckung, kleine Gauben mit Walmdach, polygonaler Dachreiter mit gedrückter Welscher Dachhaube und Uhr, Außenanlagen: auf den mittig angeordneten Haupteingang des Hauptgebäudes zuführender Zugangsweg von Süden von der Werdauer Straße, Zufahrtsweg und Zufahrtstor östlich des Hauptgebäudes, im Hofbereich Terrassierung mit Stützmauern und Treppen aus Theumaer Schiefer, Liguster-Hecke (Ligustrum vulgare) entlang der Werdauer Straße, Plastik: vor dem Hauptgebäude stehende Plastik von Edmund Schurig, um 1957, Sockel Naturstein, Bronzeplastik, Darstellung eines Bauarbeiterlehrlings, stehende, leicht überlebensgroße Figur. | 09231030 |
| Direkt Bild zu diesem Denkmal hochladen | Wohnhaus in Ecklage in offener Bebauung und Einfriedung | Windbergstraße 1 (Karte)                                                                   | 1874                                          | klassizistisch wirkender Putzbau mit sehr guter Innenausstattung, von städtebaulichem und baugeschichtlichem Wert. Wohnhaus: zweigeschossig, 4 × 4 Achsen, Mittelrisalit, Dreieckgiebel, Zeltdach, einfache Fenstereinfassungen, Sockel Naturstein, im Inneren originale Zimmer- und Wohnungstüren, aufwändig gestaltet, Meißner Kachelofen, originaler Dachstuhl sowie originales Treppenhaus und Raumstruktur, 1874 erbaut, Kellerfenster mit originaler Vergitterung. Einfriedung: Ziegelmauer mit schmiedeeisernen Zaunfeldern sowie gemauerte Zaunspfeiler mit Verdachung. | 09231038 |
| Direkt Bild zu diesem Denkmal hochladen | Sachgesamtheit: Mietshauszeile, bestehend aus 15 einheitlich gestalteten Mietshäusern (alle Sachgesamtheitsteile) | Windbergstraße 19; 21; 22; 23; 24; 25; 26; 27; 28; 29; 30; 32; 34; 36 (Karte)              | 1901–1905                                     | einheitlich gestalteter Straßenzug von baugeschichtlichem und städtebaulichem Wert. Haus Nummer 19: dreigeschossig, fünf Achsen, Kranzgesims mit Würfelfries, alles Klinker, die Fassade mit roten Klinkern verkleidet, die Dekoration durch gelbe Binderschichten bzw. ornamentale Klinkerverbinder als stilisierte Blumendarstellungen, ein Klinkerband zwischen 1. und 2. Obergeschoss mit gelben und blau glasierten Ziegeln, Kranzgesims, Konsolfries aus gelben Klinkern, mittig angeordneter Hauseingang, zurückversetzt, Fenster, Ladenfenster und Haustür verändert, Laden nachträglich eingebaut, zu diesem Zweck Fenster heruntergezogen, Haus Nummer 21: dreigeschossig, 5 Achsen, roter Klinker mit gelben Klinkern abgesetzt und dekoriert, mittig angeordneter Hauseingang, zurückversetzt, Fenster nicht vorbildgerecht erneuert, Haustür original, Haus Nummer 22: 4 × 4 × 1 Achse, polygonale Eckausbildung, dreigeschossig, roter Klinker mit gelben Klinkerbinderschichten und anderen Dekorationen, gestaltete Fassade, Ecke viergeschossig mit Pyramidenhelm, Satteldach, zwei originale Gauben mit Satteldach, Fenster nicht vorbildgerecht erneuert, Segmentbogenfensteröffnungen, zwei ursprüngliche Fenster noch original erhalten, ansonsten gleiche Ausbildung gleiche Fassadengestaltung wie die Häuserzeile selbst, Haus Nummer 23: dreigeschossig, 5 Achsen, Fenster und Ladentür und Schaufenster nicht original, seitlich angeordnet Hauseingang mit originaler Haustür mit Oberlicht, die Türblätter mit Glaseinsätzen, roter Klinker mit gelbem Klinker dekoriert und abgesetzt, zwei nicht originale Dachgauben mit Satteldach, Haus Nummer 24: dreigeschossig, fünf Achsen, gelber Klinker mit roten Klinkerdekorationen, Fenster nicht vorbildgerecht erneuert, originale Haustür, FS 248k Haus Nummer 25: dreigeschossig, 5 Achsen, roter Klinker mit gelben Klinkern abgesetzt und dekoriert, mittig angeordneter Hauseingang, zurückversetzt, Fenster nicht original, Haustür original erhalten, zweiflügelig, Holz mit Oberlicht, Haus Nummer 26: dreigeschossig, fünf Achsen, gelber Klinker mit roten Klinkerdekorationen, Fenster und Haustür nicht vorbildgerecht erneuert, Fassade durch Vorbereitungen zum Verputzen entstellend verändert, jedoch der Originalbestand vorhanden, zu große Gauben, Haus Nummer 27: dreigeschossig, 5 Achsen, roter Klinker mit gelben Klinkern abgesetzt und dekoriert, mittig angeordneter Hauseingang, zurückversetzt, Haustür und Fenster nicht original, Haus Nummer 28: dreigeschossig, fünf Achsen, gelber Klinker mit roten Klinkerdekorationen, Fenster nicht vorbildgerecht erneuert, originale sehr schöne Haustür mit Kämpfer und sprossengeteiltem Oberlicht, Haus Nummer 29: dreigeschossig, fünf Achsen, roter Klinker mit gelben Klinkern abgesetzt und dekoriert, mittig angeordneter Hauseingang, zurückversetzt, Fenster annähernd dem Original nachempfunden bzw. original vorhanden ebenso sehr schöne Haustür, zweiflügelig, Holz mit Oberlicht, original erhalten, Haus Nummer 30: dreigeschossig, fünf Achsen, gelber Klinker mit roten Klinkerdekorationen, Fenster annähernd dem Vorbild entsprechend erneuert, Haustür original, Haus Nummer 32: dreigeschossig, fünf Achsen, gelber Klinker mit roten Klinkerdekorationen, Fenster und Haustür nicht vorbildgerecht erneuert, Sockel verputzt, Haus Nummer 34: dreigeschossig, fünf Achsen, gelber Klinker mit roten Klinkerdekorationen, sehr schöne dem Original entsprechende Fenster sowie originale Haustür, ist das am besten sanierte Haus im Straßenzug, Haus Nummer 36: dreigeschossig, polygonale Eckausbildung, 4 × 1 × 4 Achsen, Klinkermischbauweise, Erdgeschoss Putz mit Putznutung, Obergeschoss roter Klinker mit gelben Klinkern sowie blau glasierten Ziegeln dekoriert, ähnliche Gestaltung wie die Nachbarhäuser, lediglich durch die Farbe unterscheidet sich das Gebäude von den anderen in seiner Gestaltung und Wirkung, Julius-Seifert-Straße 14: | 09231638 |
| Direkt Bild zu diesem Denkmal hochladen | Mietshaus in Ecklage in halboffener Bebauung, Teil eines Doppelmietshauses (zugehörig Marienthaler Straße 80) | Zimmermannstraße 2 (Karte)                                                                 | 1907                                          | dreigeschossiger städtebaulich markanter Putzbau in gutem Originalzustand von baugeschichtlichem Wert. ähnliche Gestaltung wie das Nachbarhaus nur Putzbau, Sockel Polygonmauerwerk Granit, Erdgeschoss Putznutung, polygonale Eckausbildung, Eckrisalit, profiliertes Gurtgesims, Obergeschoss Putz, Fenstereinfassungen wie das Nachbarhaus mit aufwändigen Jugendstildekorationen, Ecke viergeschossig ausgebildet mit aufwändig gestaltetem Blendgiebel ebenfalls mit Jugendstildekoration, Fenster dem Original nachempfunden in sehr guter Qualität mit teilweise geschweiften Sprossen bzw. sprossengeteilten Oberlichtfenstern, am Gebäude Firmenschild mit der Aufschrift: „Büro für Architektur und Bauausführung Karl Rockmann, Baumeister“, einer der wichtigen Baumeister der Stadt Zwickau. | 09231039 |
| Direkt Bild zu diesem Denkmal hochladen | Mietshaus in halboffener Bebauung, Teil eines Doppelmietshauses (zugehörig Nr. 6) | Zimmermannstraße 4 (Karte)                                                                 | 1911                                          | qualitätvoller Putzbau mit Erker in sehr gutem Originalzustand von baugeschichtlichem und städtebaulichem Wert. sechs Achsen, davon drei Achsen am halbrund vorschwingenden Erker, der dem Mittelrisalit vorgesetzt ist, Farbgebung nur annähernd dem Original nachempfunden, Fenster dem Original nachempfunden mit sprossengeteilten Oberlichtfenstern, zurückhaltende Fassadengestaltung nur der Erker dekoriert mit floralen und figuralen Dekorationen, Mansardwalmdach, aufwändiger Dacherker, Hauseingang an der Giebelseite mit Blechverdachung und Fachwerkzierelementen, ebenfalls am Giebel Putzritzungen. | 09231040 |
| Direkt Bild zu diesem Denkmal hochladen | Mietshaus in halboffener Bebauung, Teil eines Doppelmietshauses (zugehörig Nr. 4) | Zimmermannstraße 6 (Karte)                                                                 | 1912                                          | zeittypischer Putzbau mit qualitätvoller Fassadengestaltung, in sehr gutem Originalzustand von städtebaulichem und baugeschichtlichem Wert. Sechs Achsen, davon zwei Achsen am Mittelrisalit, zurückhaltende Fassadengestaltung mit einer Art Eierstabfries sowie Füllhörnern u. a. floralen Dekorationen, Fenster dem Original nachempfunden, mit sprossengeteilten Oberlichtern, Mansardwalmdach, zweiachsiger Dacherker, Schleppgauben. | 09231041 |
| Direkt Bild zu diesem Denkmal hochladen | Mietshaus in halboffener Bebauung, Teil eines Doppelmietshauses (zugehörig Nr. 9) | Zimmermannstraße 7 (Karte)                                                                 | 1908                                          | dreigeschossiger Putzbau in sehr gutem Originalzustand mit qualitätvoller Fassadengestaltung. ähnliche Gestaltung wie die Nachbarhäuser, sechs Achsen, davon zwei Achsen am Mittelrisalit, dem Mittelrisalit vorgelagert zweigeschossiger Erker ab 1. Obergeschoss über rechteckigem Grundriss auf geschweiften kräftigen Konsolsteinen, verschiedene Friese und Putz-Stuck-Dekorationen am Erker, Glattputz, Fensterlaibungen gefast bzw. halbrund ausgebildet, Rechteckfenster teilweise mehrflügelig mit farbigen gesprossten Oberlichtfenstern, aufwändige Fenstergestaltung der Setzhölzer, dieses dem Original nachempfunden, Dacherker mit Zierfachwerk und polygonalem Erker, zwei originale Gauben, vorkragendes Satteldach dieser Gauben. | 09231042 |
| Direkt Bild zu diesem Denkmal hochladen | Mietshaus in halboffener Bebauung, Teil eines Doppelmietshauses (zugehörig Nr. 10) | Zimmermannstraße 8 (Karte)                                                                 | 1911                                          | zeittypischer Putzbau mit Erker und qualitätvoller Fassadengestaltung und Innenausstattung. dreigeschossig, sechs Achsen, zweigeschossiger Erker ab 1. Obergeschoss auf kräftigen Konsolsteinen, Erdgeschoss Putznutungen, Fenster original, im Erdgeschoss mit Korbbogenabschluss, Obergeschoss Rechteckfenster, teilweise an einer Ecke abgerundet, sprossengeteilte Oberlichter, Fenster dem Original nachempfunden, am Erker zwischen 1. und 2. Obergeschoss Relief mit Maskendarstellungen mit Flügeln, zweiachsiger Dacherker, eine nachträgliche Schleppgaube, Krüppelwalmdach | 09231043 |
| Direkt Bild zu diesem Denkmal hochladen | Mietshaus, Teil eines Doppelwohnhauses (zugehörig Nr. 7) | Zimmermannstraße 9 (Karte)                                                                 | 1908                                          | qualitätvoller Putzbau in gutem Originalzustand von städtebaulichem und baugeschichtlichem Wert. Sockel Klinker überstrichen, Glattputz, Rechteckfenster, teilweise mit Fasung bzw. halbrunder Laibung, zweiachsiger Mittelrisalit mit vorgelagertem zweiachsigem Erker ab 1. Obergeschoss über zwei Geschosse auf kräftigen Konsolsteinen, unter dem Erker Putz-Stuck-Dekorationen, am Erker zwei Flachreliefs mit Fruchtkörben, den Traufbereich bemalt, Schablonenmalerei, stilisierte Ornamente, zweiachsiger Dacherker ebenfalls mit Reliefs, zwei Gauben mit Satteldach. | 09231044 |
| Direkt Bild zu diesem Denkmal hochladen | Mietshaus in halboffener Bebauung, Teil eines Doppelmietshauses (zugehörig Nr. 8) | Zimmermannstraße 10 (Karte)                                                                | 1912–1913                                     | qualitätvoller Putzbau mit Erker von städtebaulichem und baugeschichtlichem Wert. dreigeschossig, sechs Achsen, adäquate Gestaltung wie das Nachbarhaus, qualitätvolle Sanierung. | 09231045 |